# Maurice Chevalier
Pour les articles homonymes, voir Maurice Chevalier (homonymie) et Chevalier.
Maurice Auguste Chevalier, né le 12 septembre 1888 à Paris 20e et mort le 1er janvier 1972 à Paris 15e, est un chanteur, acteur, écrivain, parolier, danseur, imitateur, comique et brièvement chroniqueur et homme d'affaires français.
Issu des milieux ouvriers du quartier de Ménilmontant, qu'il contribue à populariser, Maurice Chevalier devient chanteur de « caf'conc' » à l'âge de douze ans. De fil en aiguille, il devient dans les années folles un des artistes les plus populaires du music-hall français,, avant d'entamer une fructueuse carrière d'acteur à Hollywood dans les années 1930. Deux fois nommé à l'Oscar du meilleur acteur, il tourne notamment sous la direction d'Ernst Lubitsch. De retour en France, il enchaîne les succès et, pendant l'Occupation, continue à travailler jusqu'au début de l'année 1943 ; il est brièvement inquiété à la Libération puis lavé de tout soupçon en 1945. N'ayant rien perdu de son succès, il alterne tours de chant et cinéma en France (Le silence est d'or en 1947, Ma pomme en 1950) et entame une seconde carrière à Hollywood avec le film Ariane en 1957, consacrée par le succès mondial de Gigi en 1958. Après 66 ans de carrière, il annonce une tournée d'adieux en 1967, et donne son ultime récital à Paris sur la scène du théâtre des Champs-Élysées le 20 octobre 1968. Ne supportant pas l'ennui et le manque du public, il meurt en 1972 des complications d'une tentative de suicide.
Arborant souvent un canotier et un nœud papillon, Maurice Chevalier et son accent parisien volontairement forcé représentèrent au long de sa carrière une certaine image de la France et du Français à l'étranger, et notamment aux États-Unis : celle du Parisien typique, gouailleur, souriant, désinvolte et charmeur,. Star internationale de son vivant, il est aujourd'hui encore l'un des chanteurs français les plus connus dans le monde. Plusieurs de ses chansons furent de grands succès populaires, telles que Prosper (Yop la boum), Dans la vie faut pas s'en faire, La Chanson du maçon, Valentine, Ah ! si vous connaissiez ma poule, Ma pomme, Ça sent si bon la France, Ça fait d'excellents Français, sa version de Y'a d'la joie, Thank Heaven for Little Girls ou encore son dernier enregistrement, le générique du film Les Aristochats.

## Biographie

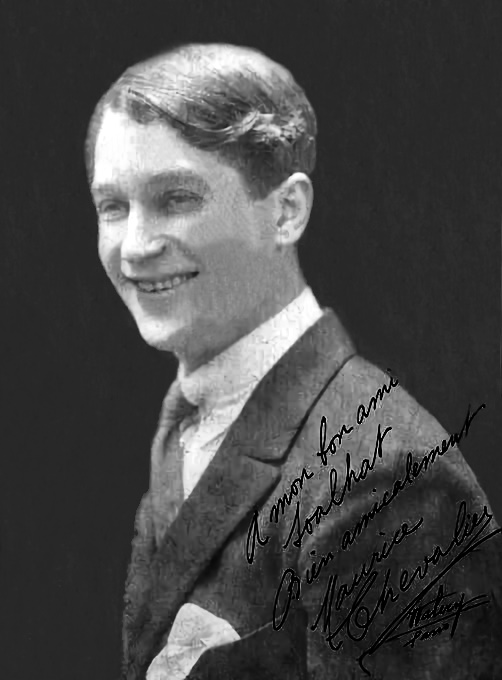
Maurice Chevalier, photographie de jeunesse dédicacée.

### 1888-1900: enfance et débuts scéniques
Maurice Chevalier naît le 12 septembre 1888, au 27 rue du Retrait, à Paris, de l'union de Victor Chevalier (1854-1916), peintre en bâtiment, et de Joséphine Van Den Bosche (1852-1929), passementière,. Il est le neuvième né d'une fratrie de dix enfants dont seulement trois ont atteint l'âge adulte : lui-même et ses frères Charles (1877-1938) et Paul (1884-1969).
Peu de temps après sa naissance, ses parents emménagent dans « un minuscule logement de deux pièces au 15 de la rue Julien-Lacroix, toujours à Ménilmontant ». Il entre à l'école des Frères des écoles chrétiennes, au patronage, rue Boyer, pour y être instruit. En janvier 1894, l'état de santé de sa mère nécessite son placement ainsi que celui de son frère Paul en dépôt à l'hospice des Enfants Assistés pour une vingtaine de jours sous les matricules 159 et 160.
Alors qu'il est âgé de 8 ans, son père, alcoolique, quitte le domicile familial après une ultime scène de ménage, abandonnant sa femme et ses trois enfants pour vivre seul au 27 rue de la Villette au Pré-Saint-Gervais. Jusqu'à ce qu'il écrive ses mémoires, il préférera dire que son père est mort quand il était enfant,,.
Il entre à l'école communale de la rue Julien-Lacroix le 18 octobre 1897. Il y restera deux ans, jusqu'au certificat d'études,.

L'aîné, Charles, devient le chef de famille mais se fait vite tyrannique. Il va jusqu'à frapper Maurice Chevalier, ce que ce dernier ne lui pardonnera jamais. 

« À partir de ce moment, le peu de sentiment qu'il m'inspirait, car il n'avait jamais rien fait, rien dit, pour gagner mon affection, se dissipa pour laisser place à je ne sais quel espoir de revanche, un jour, plus tard. »

Charles quitte à son tour le foyer pour accomplir son service militaire à Amiens le 14 novembre 1898. Après son retour, il quittera définitivement le domicile familial pour une femme qu'il épouse à Quincy-Voisins, le 20 octobre 1900.
Maurice et Paul et leur mère, qu'ils surnomment « la Louque », restent soudés. Les revenus du foyer sont toutefois très modestes. Il lui faut travailler d'arrache-pied pour faire vivre ses enfants et elle complète ses revenus en faisant le ménage chez des voisins. Mais le surmenage l'affaiblit, provoquant une hospitalisation à l'Hôtel-Dieu de Paris. Alors que son frère Paul est assez âgé pour rester seul, Maurice Chevalier est placé en dépôt pour la seconde fois de sa vie à l'hospice des Enfants Assistés sous le matricule 1327. Il y reste une vingtaine de jours jusqu'au 9 mars 1899 puis réintègre le domicile familial lorsque sa mère sort de l'hôpital,.
Quelques semaines après la sortie de la mère de famille de l'hôpital, Paul Chevalier est promu ouvrier par son employeur. Il touche désormais sept francs par jour, soit quarante-deux francs par semaine. Ce nouveau salaire, couplé à celui de la « Louque » permet aux Chevalier de déménager du troisième étage de leur immeuble vers le premier, dans un appartement avec une fenêtre sur la rue.
Sa famille et lui vont tous les samedis et souvent le dimanche, « soit au Palais du Travail, soit au Cirque d'Hiver, soit au Concert du Commerce ou au Cirque Medrano ».
Fasciné par les enfants acrobates, il se met en tête de le devenir lui aussi afin de subvenir aux besoins de sa famille. Après l'école, il s'essaye avec les enfants du quartier à l'acrobatie sur les tas de sable de la rue Sorbier. Il gagne vite l'estime du quartier. Son frère le rejoint et ils fondent un duo nommé les « Chevalier Brothers ». Sans savoir que « brothers » veut dire « frères », Paul Chevalier maquille de vieilles affiches pour y afficher le nom de leur duo.
Il obtient son certificat d'études le 19 juin 1899. Le registre matricule de l'école Julien Lacroix indique : « Élève très intelligent peu appliqué sur la fin de ses études ». Il est donc désormais temps pour Maurice Chevalier d'entrer en apprentissage. Son frère le fait engager dans l'entreprise pour laquelle il travaille afin qu'il y apprenne la gravure sur métaux. N'ayant que l'acrobatie en tête, Maurice Chevalier est vite renvoyé. Paul décide d'abandonner le duo d'acrobates. Maurice Chevalier se fait engager à l'essai et sans salaire dans un trio acrobatique. La réalité le rattrape : il manque de force et de souplesse et c'est l'accident. Au cours d'un exercice, il heurte un camarade, tombe, s'évanouit et se reveille le visage ensanglanté. Sa mère le persuade alors d'abandonner son projet de devenir acrobate.

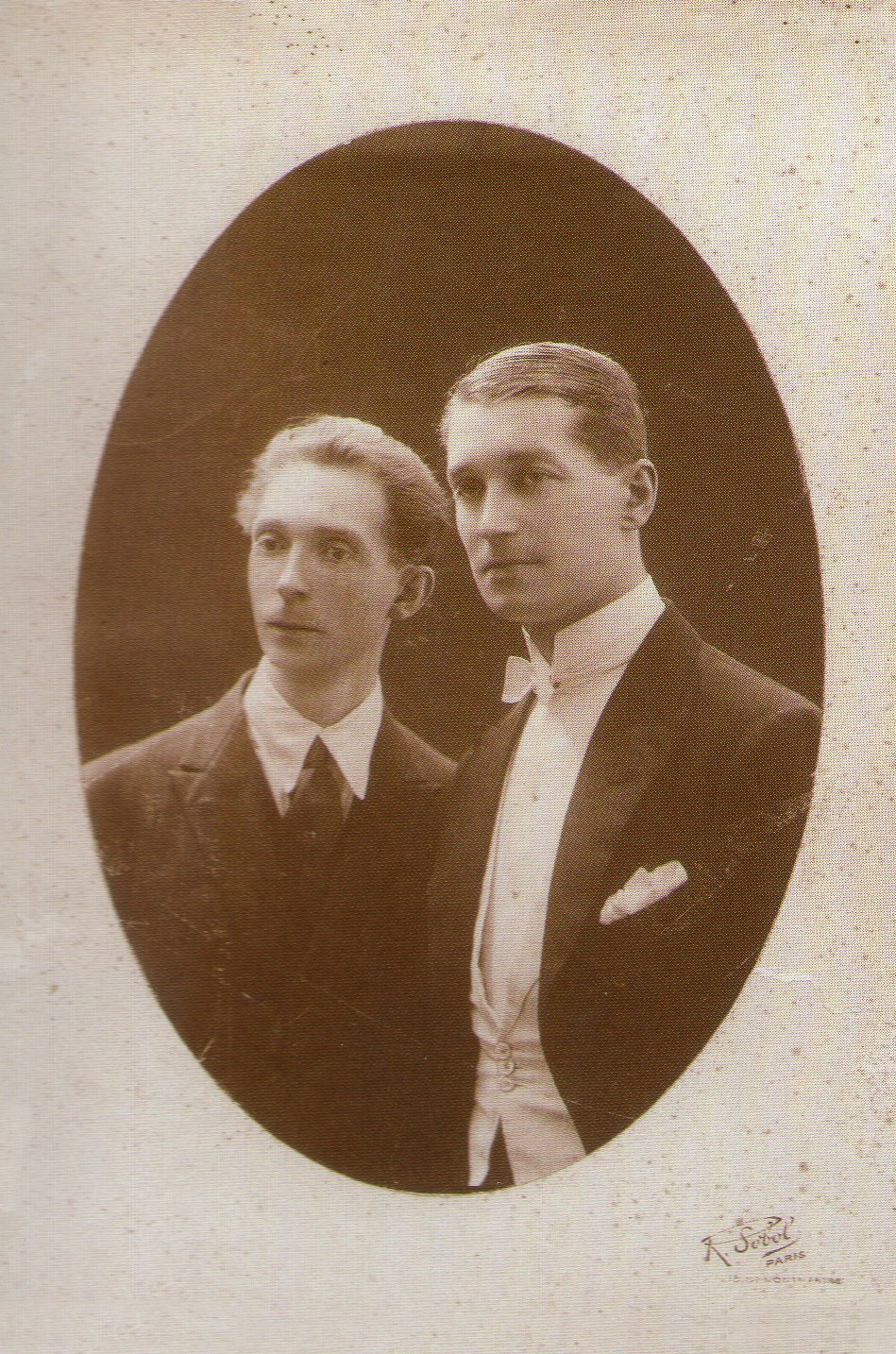
Maurice Chevalier et son frère Paul, 1912.

D'abord découragé, il décide ensuite de devenir chanteur. Il lui faut toutefois un emploi afin de subvenir à ses besoins. Il s'essaie à bien des professions, tour à tour apprenti menuisier, électricien, peintre sur poupées, imprimeur, commis marchand de couleurs, mais partout il est vite renvoyé du fait de son inattention, n'ayant que son nouveau projet en tête. Un apprentissage dans une fabrique de punaises prouvera qu'il murit, car il n'en est pas renvoyé. Payé au millier de punaises fabriquées, il gagne jusqu'à dix francs par semaine.
Il se rend chez un libraire et y achète deux partitions intitulées V'là les croquants et Youp Youp Larifla qui font partie du répertoire d'un chanteur de genre comique paysan nommé Carlos. Il répète allant jusqu'à imiter la gestuelle du chanteur et se procurer des vêtements et accessoires identiques à ceux que le dit artiste a l'habitude de porter sur scène. Malheureusement son attention professionnelle en pâtit, et il a un doigt écrasé dans la machine qu'il dessert. Cet incident l'oblige à arrêter de travailler jusqu'à la cicatrisation.
Pendant sa convalescence, vers la mi-1901, il se rend au Café des Trois Lions, sur le boulevard de Ménilmontant, dont le public est essentiellement ouvrier. Il veut obtenir d'y chanter ses deux chansons sur scène. Sceptique, l'exploitant consent à le laisser chanter, mais ajoute qu'en fait de salaire, il n'aura droit qu'à un café au lait. Extatique, Maurice Chevalier accepte.
Le soir venu, le pianiste lui demande dans quel ton il chantera. N'en ayant aucune idée, il lui répond de jouer dans le ton qu'il désire. Le pianiste commence alors à jouer V'là les croquants, Maurice Chevalier entre en scène déguisé en paysan et en chantant. Il provoque l'hilarité générale. Pensant triompher, il chante plus fort encore et termine la chanson dans ce qu'il pense être une ovation du public. Trois chanteurs lui expliquent en coulisse que la raison pour laquelle il a tant déchainé de rires est qu'il chantait trois tons plus haut que le pianiste ne jouait, et forçait beaucoup trop sur sa voix. Déçu, il rentre chez lui accompagné de son frère et sa mère narquois mais qui le réconfortent néanmoins, l'assurant qu'il sera meilleur la prochaine fois.

### 1900-1904: début de la carrière de chanteur
Le lendemain soir, il retourne au Café des Trois Lions et est pris sous l'aile de Georgel et Léon Delpierre, qui lui expliquent qu'il est nécessaire que le chanteur et le piano jouent sur le même ton, que le rire qu'il a provoqué la veille n'était pas un « bon rire » puisqu'à ses dépens et que « tout ça ne fait pas artiste ». Ces trois remarques resteront gravées dans sa mémoire.
Il devient un spectateur habitué du Concert du Commerce au Faubourg-du-Temple et commence à fréquenter le chanteur Boucot, qui s'y produit très souvent. Un jour, il descend avec lui « dans Paris », où Boucot se tient au courant des derniers succès à intégrer à son numéro. Ce jour-là, il rencontre entre autres Henri Christiné, auteur-compositeur à succès, et Mayol.
La cicatrisation de son doigt progresse. Il n'a pas oublié avoir promis à sa mère de retourner travailler sitôt remis de sa blessure. Guéri, il reprend donc le travail à la fabrique de punaises. Toutefois il se rend aux toilettes de la fabrique plus que de raison pour y répéter ses chansons.
Tous les samedis et dimanches il continue de se produire au Café des Trois Lions. Il apprend à chanter dans le même ton que le piano. Cependant, des travaux de rénovation contraignent les artistes à arrêter de se produire dans ce café. La troupe se produit alors dans un petit café situé rue Popincourt, mais le public est peu réceptif. Il apprend l'ouverture prochaine d'une salle des fêtes nommée Élysée-Ménilmontant dans un bureau de tabac rue de Ménilmontant et s'y présente. Six mois après ses débuts, il y est engagé sur sa réputation du Café des Trois Lions — toujours sans salaire.

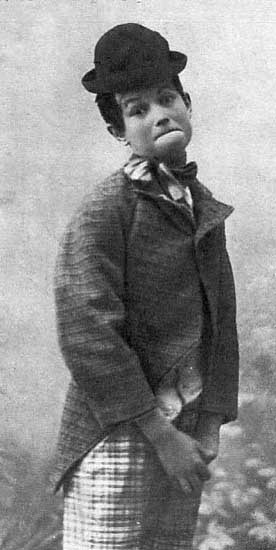
Maurice Chevalier à ses débuts, très influencé par Dranem.

Le soir de la première, en décembre 1901, il passe avant Gilbert, un imitateur de Mayol d'une salle nommée le Casino des Tourelles, située au 259 de l'avenue Gambetta, et qui est la tête d'affiche de la programmation. Lorsque vient son tour, lui qui a alors pour nom de scène « Le petit Chevalier », ressent pour la première fois un contact avec le public. Il est applaudi et même rappelé sur scène. En coulisses, intrigué par sa prestation, Gilbert lui propose de se présenter le lendemain soir au Casino des Tourelles pour une audition. S'il plaît, il sera engagé pour une ou deux semaines et même rémunéré. S'il ne plaît pas, ses frais d'omnibus lui seront remboursés. Abasourdi, il accepte.
Le lendemain, il est devant les portes de la salle en compagnie de son frère avec une heure d'avance. Les portes ouvertes, il est décidé qu'il passera en troisième sur scène devant le public pour son audition. Son tour venu, il monte sur scène, mais ne ressent cette fois pas de contact avec le public. Il quitte la scène en pensant avoir échoué mais Gilbert et le directeur de la salle le rassurent en lui disant qu'il lui faudra certes beaucoup travailler mais que la salle l'a trouvé courageux et amusant. Le directeur lui propose de venir chanter le jeudi, samedi, dimanche et lundi soirs pendant deux semaines payées douze francs chacune, soit deux francs de plus qu'une très bonne semaine à la fabrique de punaises. En outre, s'il a du succès, son engagement sera renouvelé. Il accepte, mais doit donc arrêter son travail pour se consacrer à la recherche de chansons et au travail de son numéro. Sa mère y consent à condition qu'il retourne à l'atelier dans le cas où il se retrouverait sans engagement.
Ainsi, Maurice Chevalier commence sa carrière de chanteur et descend très souvent dans Paris d'abord avec Boucot, puis seul, dans l'optique d'y chercher de nouvelles chansons à ajouter à son répertoire. À l'occasion, il posera pour des cartes postales pour 50 centimes la photographie. Un critique qui l'a vu sur la scène du Casino des Tourelles le juge très intéressant. Après trois semaines, le directeur de la salle lui signifie qu'il doit renouveler sa troupe et le remercie. Grâce à l'aide de Boucot, il obtient rapidement un nouvel engagement dans une autre salle, le Concert du Commerce. Cependant, son cachet ne s'élève qu'à cinq francs par semaine. Il rentre découragé chez lui et avoue tout à sa mère qui lui laisse un sursis de quatre semaines afin de voir si les choses s'améliorent. Sans quoi il devra retourner à l'atelier.
Le lendemain matin, il cherche une autre salle où se faire engager après ce contrat et un café-concert, La Villa Japonaise, attire son attention boulevard de Strasbourg. Il entre et demande à la directrice à auditionner en public. Elle lui demande de venir le soir même à huit heures. Il convainc et est engagé à raison de trois francs par jour pour deux chansons matin et soir tous les jours, soit vingt-et-un francs par semaine.
Malgré un public peu réceptif, il y reste quelque temps et, par envie de changement, se fait engager au Casino de Montmartre, boulevard de Clichy, aux mêmes appointements qu'à La Villa Japonaise. Son public, réputé dur et cruel avec les auditions, lui accorde le bénéfice du doute ainsi qu'un peu de succès. Il trouve le temps de chanter trois soirs dans un autre établissement, la Fourmi, boulevard Barbès, et gagne trente-cinq francs. En octobre 1902 il est à l'affiche à l'Eden des Gobelins. Il sollicite également les services d'un agent surnommé Dalos, qui lui obtient un engagement de sept jours renouvelable au Concert de l'Univers, avenue de Wagram, où il gagne trente-cinq francs par semaine. Il y reste douze semaines grâce au plébiscite dont son numéro comique fait l'objet.
Après la fin de ce contrat, il multiplie les salles et les engagements. En mars 1903 il chante au Petit Casino. De fil en aiguille, Dalos lui obtient ses premiers contrats provinciaux. Ainsi, il chante au Havre, à Amiens, et se produit à Tours à partir de la fin de l'année 1903 où, un soir où un voyageur rencontré lui a fait boire trop d'alcool, il est incapable d'honorer son engagement. Il est renvoyé, et, sans argent pour rentrer chez lui et payer la chambre de la pension où il loge, il est contraint de s'enfuir sans payer.
À son retour à Paris, coupable, il se met à travailler d'arrache-pied. La direction de l'établissement de Tours a écrit à Dalos pour se plaindre de lui et il n'ose donc plus retourner le voir pour du travail. Entre autres, il recommence au Casino de Montmartre pour cinq francs par jour vers février/mars 1904. Un critique écrit : « On ne se lasse pas d'entendre le Petit Chevalier ». Il se fait embaucher pour trois soirées à la Pépinière. Il finit par retourner au Concert de l'Univers aux mêmes appointements que la dernière fois. La vie se faisant plus clémente pour sa famille, ils emménagent dans « un petit logement de deux pièces, sur la cour, au 15 du Faubourg-du-Temple ». Son frère, Paul, quitte cependant le foyer familial mais assure son frère cadet et leur mère qu'il leur versera une partie de son salaire à la fin de chaque semaine pour les aider financièrement. Maurice Chevalier et sa mère ne sont plus que tous les deux désormais, et il prend ses responsabilités très au sérieux : « Mon adoration pour elle était totale et le fait de savoir qu'elle dépendait de moi seulement et de mon travail me donnait le sens exact de ma grave responsabilité. » N'aimant pas l'emplacement de leur logement actuel, ils déménagent à nouveau dans un deux-pièces au « 118 Faubourg-Saint-Martin […] au sixième, sur la cour, presque au coin du boulevard Magenta ». En parallèle, Paul se marie le 10 décembre de cette année. Le père vit à cette époque au 34 avenue de Versailles à Boulogne-Billancourt, son dernier domicile connu.

Après la fin de son second contrat au Concert de l'Univers, il se fait engager au Petit Casino, boulevard Montmartre, pour y chanter tous les jours matin et soir. Le public y est réputé impitoyable, ce qui donne à cette salle une réputation de tremplin vers la gloire. Le soir de ses débuts, sa première chanson est passablement accueillie par la salle. Il dit ensuite son monologue comique Volonté de fer qui jusqu'à présent avait toujours fait un tabac sur scène, surtout au Concert de l'Univers. Un monologue qu'il présente en ces mots dans ses mémoires : 

« Volonté d'fer
J'connais qu'ça
Quand on est homme
Faut montrer qu'on en a !…
J'appuyais la fin du couplet parlé en mettant mes deux mains dans mes poches et en remontant ainsi le pantalon et son contenu. Geste très vulgaire, qui, néanmoins, avait le pouvoir de verser l'hilarité […]. Plus je faisais des gestes obscènes, plus je disais de gauloiseries, plus ma petite taille et mon visage enfantin leur faisaient trouver très drôles ces monstruosités. »

Mais ce soir-là ce monologue d'habitude si apprécié ne suscite aucune réaction. Enfin, il entame sa troisième chanson V'là Monsieur Trottin, dans laquelle il joue le rôle d'un livreur qui doit porter à une femme « un carton contenant une chemise, un pantalon de femme et un corset ». Il décrit le déroulement de la chanson comme suit : 

« Au premier refrain — ouvrant le carton — j'enfilais la chemise par-dessus mon costume de comique. Au deuxième couplet, je plaçais le corset autour de moi. Puis, au troisième, l'éclat formidable de rire devait être obtenu en enfilant le pantalon qui par ses larges ouvertures devant et derrière laissait passer la chemise. »

Au troisième couplet, une voix s'élève du public et clame : « Assez ! c'est dégoûtant ! Qu'on envoie ce gamin à l'école. » Un brouhaha général prend la salle, dans lequel Maurice Chevalier perçoit d'autres invectives acerbes car personne ne prend sa défense. Resté sur scène, stupéfié, il finit par sortir sans dire un mot. Il descend dans sa loge et y pleure pendant plus d'une heure. Craignant que ce genre d'incident ne survienne à chaque représentation, il perd peu à peu de sa confiance en lui. Il retourne malgré tout au Petit Casino pour honorer son engagement et est tant effrayé de faire des gestes obscènes qu'il ne tente plus rien. Même si la salle ne le fait plus sortir de scène, la réception reste glaciale. Il y reste pour la semaine mais y est très malheureux : « J'avais perdu la foi, la confiance. »

### 1904-1913: passage à vide et renommée
Au début de la saison d'été, les engagements se font de plus en plus rares, il passe régulièrement plusieurs semaines sans travailler et sa mère et lui n'ont pas d'économies. S'ensuit une période de misère au cours de laquelle il accepte de chanter dans un café pour trois francs par jour, plus l'argent obtenu en mendiant auprès du public. Il songe à arrêter sa carrière pour redevenir apprenti. Après des semaines de dénuement, il reçoit en août une lettre du music-hall Parisiana qui l'invite à se présenter à la direction de l'établissement dès le lendemain.
Sur place, il découvre que le nouvel acquéreur de la salle n'est autre que Paul Ruez qui dirigeait La Fourmi boulevard Barbès où il avait chanté trois soirs quelque temps auparavant. Pour sa nouvelle revue nommée Satyre… Bouchonne, il l'engage à raison de neuf francs par jour afin qu'il chante au début du spectacle et remplisse quelques petits rôles. Cet engagement lui assure un revenu confortable, la revue dure six mois et prend fin le 15 janvier de l'année suivante. Son contrat n'est pas reconduit.

Se faisant désormais appeler « Chevalier M., de Parisiana », il reprend ses visites chez les agents lyriques à la recherche de contrats. Peu de bonnes occasions se présentent et il accepte sans conviction de chanter trois jours à l'Eden-Concert d'Asnières pour trente-cinq francs. Cependant le public est extrêmement réceptif à son humour et à ses chansons. Les éclats de rires et les blagues improvisées fusent. 

« J'étais devenu jeune homme et les grivoiseries que, prudemment, je lançais, ne choquaient plus personne. »

Devant son succès, la direction de la salle lui propose de rester une semaine de plus. Au total il y reste dix semaines supplémentaires et est affectueusement surnommé « Le petit Jésus d'Asnières », mais aussi « Le petit possédé » ou « Le petit inconséquent » ; des sobriquets que le directeur de la salle n'hésite pas à ajouter à l'affiche sous le nom Chevalier. Il commence à se faire un nom et parvient à se faire engager pour une semaine à la Scala de Bruxelles à raison de vingt francs par jour, un contrat qui durera en réalité un mois.
Il part plus tard chanter à Lille à partir du 5 août 1905 où son contrat est prolongé pendant deux mois. De retour à Paris, il a désormais « une réputation de jeune révélation qui se confirme sur le boulevard de Strasbourg ». Sa nouvelle notoriété dans le milieu lui permet de partir en tournée en province. En novembre il est en représentation à Marseille, en décembre à Bordeaux. Il passe également par Nice, Toulon, Alger, Avignon et Lyon. La presse va jusqu'à le présenter comme le seul émule voire le seul rival de Dranem,. Il est partout réengagé pour l'année suivante. Inspiré par le comique anglais Little Tich qu'il a vu sur scène à Paris, il commence à agrémenter ses passages sur scène de quelques pas excentriques et de claquettes. En outre, des artistes débutants commencent à le copier.
De retour à Paris, on lui propose de chanter au Casino Montparnasse ainsi qu'au Casino Saint-Martin qui sont des lieux qui hiérarchiquement se trouvent juste en dessous de la Scala et de l'Eldorado, les plus prestigieuses salles de musique populaire de l'époque. De plus en plus intéressé par le monde du music-hall britannique, il va voir Norman French, danseur anglais qui est à l'affiche à la Scala de Paris. Impressionné par sa prestation. Il décide alors de moderniser ses chansons en y ajoutant tout un ensemble de fantaisies corporelles, mêlant danse et sport, avantagé par ses débuts acrobatiques, et ses talents de comédien. À la même époque, il fait ses débuts au cinéma muet en tant que figurant dans plusieurs productions dont celles de Max Linder tournées aux studios Pathé de Vincennes. Nous sommes en 1906.
Son succès ne se dément pas et il est constamment à l'affiche de nombreux établissements, à Paris où en province comme à Montpellier en novembre 1906. Il gagne désormais une moyenne de cent francs par jour en province et de vingt-cinq à quarante dans la capitale. À l'affiche à Toulouse, il rencontre et se lie d'amitié avec Raimu. De passage à Bordeaux aux Bouffes Bordelais en 1907, il est en tête d'affiche avec Mayol, alors à l'apogée de sa gloire.
En parallèle, il décide de prendre des cours de boxe anglaise qui vient de faire son apparition à Paris. Plus tard, de passage à Lille dans une salle de boxe, il rencontre le jeune Georges Carpentier, futur champion du monde de boxe alors âgé de quatorze ans, c'est le début d'une longue amitié entre les deux hommes,.
Tous les matins, il pratique les claquettes et les pas de danse américano-anglais pour enrichir ses prestations. Henri Christiné, auteur-compositeur à succès, lui écrit une chanson en 1908, Le Beau Gosse. Il s'agit de la première chanson qui lui est offerte. Grâce à ses nouveaux moyens financiers, sa mère et lui emménagent dans un logement plus grand à la même adresse. C'est durant cette année qu'il obtient ses premiers vrais rôles au cinéma avec deux courts-métrages : La valse à la mode et Trop crédules. Il fera en tout son apparition dans quinze productions muettes jusqu'en 1923.
Début 1909 il est engagé pour deux mois à l'Eldorado, à raison de mille francs par mois. Figurent également à l'affiche des artistes tels que Bach, Georgel et Montel,.

Il fait en parallèle la rencontre de la chanteuse Fréhel, qui commence à se faire connaître. Leur relation durera un an. Elle l'entraîne dans ses excès nocturnes composés d'orgies et d'alcool et le fait tomber dans la drogue,. Ils consomment de la cocaïne et respirent de l'éther ensemble. Alors qu'il arrête l'éther rapidement, il ne parvient pas à se passer de la cocaïne. Il continue à en prendre modérément, selon ses dires, après la fin de leur relation, jusqu'à la Première Guerre mondiale : 

« Il fallut la guerre de 14-18 où je fus blessé et fait prisonnier de guerre pour me trouver dans l'impossibilité de me procurer mon poison devenu habituel et par en être délivré au point que, plus tard, quand un lieutenant major français ami me fit avoir le filon de devenir infirmier du camp, que j'eus un lit à l'infirmerie et qu'il m'eût été facile alors d'obtenir de la cocaïne pour certains médicaments, je me sentis trop heureux de pouvoir m'en passer et n'en ai par la suite jamais repris une pincée. »

Au cours de ses deux mois à l'Eldorado, il est le seul à être remarqué par P.-L. Flers, metteur en scène des grandes revues des Folies Bergère, qui lui fait signer un contrat pour trois saisons consécutives pour respectivement 1800, 2 000 et 2 500 francs par mois.

La première fois qu'il se produit dans la salle, avant le lancement de la grande revue, il monte sur scène et entame une parodie de la pièce de théâtre d'Henry Bataille L'enfant de l'amour. La chanson et ses pas excentriques laissent le public de marbre, tout comme ses deuxième et troisième chansons. Le lendemain soir, son numéro est raccourci d'une chanson. Le surlendemain, une critique dans le Figaro, enthousiaste sur le reste du programme, se fait assassine : 

« D'où sortait cette espèce d'escogriffe lâché sur la scène de notre premier music-hall ? Qui avait engagé ce laborieux et pénible comique pour paraître ainsi au centre de numéros de premier ordre ? Et d'une vulgarité en plus de tout cela !… Cette chanson sur le chef-d'œuvre de Henry Bataille : L'enfant de l'amour… Quelle ordure ! »

Déçu, il demande à être renvoyé ce qui lui est refusé. Au cours de la revue, il apprend plutôt à modérer ses effets comiques, à saisir « la classe » qu'il voit en les autres artistes à l'affiche. Le spectacle est plébiscité par la presse et il est qualifié d'« excentrique de haute envergure » par un critique.
Tous les matins, il suit des cours de step dance auprès d'un danseur anglais nommé Jaxon. Lui et sa mère emménagent dans un appartement au deuxième étage du 18 boulevard de Strasbourg. Le reste de la revue se poursuit sans encombre. Elle aura débuté le 6 décembre 1909 pour s'achever le 27 juin de l'année suivante,.
Il est ensuite engagé aux Ambassadeurs. Il apparaît dans leur revue intitulée Halley ! Halley aux Ambass !. Au cours d'une tournée provinciale, il rencontre la future écrivaine Colette à Lyon, alors artiste en tournée. Il découvrira plus tard que Colette l'a dépeint à sa façon dans son roman La Vagabonde, sous les traits de Cavaillon.
La nouvelle revue des Folies Bergère débute le 3 décembre 1910. La dernière représentation a lieu le 26 juin suivant,. Puis il est à l'affiche de la revue Ah ! Les beaux nichan à l'Alcazar d'été, ce jusqu'au 3 septembre.
Mistinguett est engagée pour la troisième et dernière revue de son contrat aux Folies Bergère. Il en devient le partenaire de danse dans une scène comique nommée La valse renversante. Au fil des répétitions, ils se rapprochent et débutent une relation qui durera une dizaine d'années. D'elle, il dira qu'elle est la seule femme qu'il ait vraiment aimée.

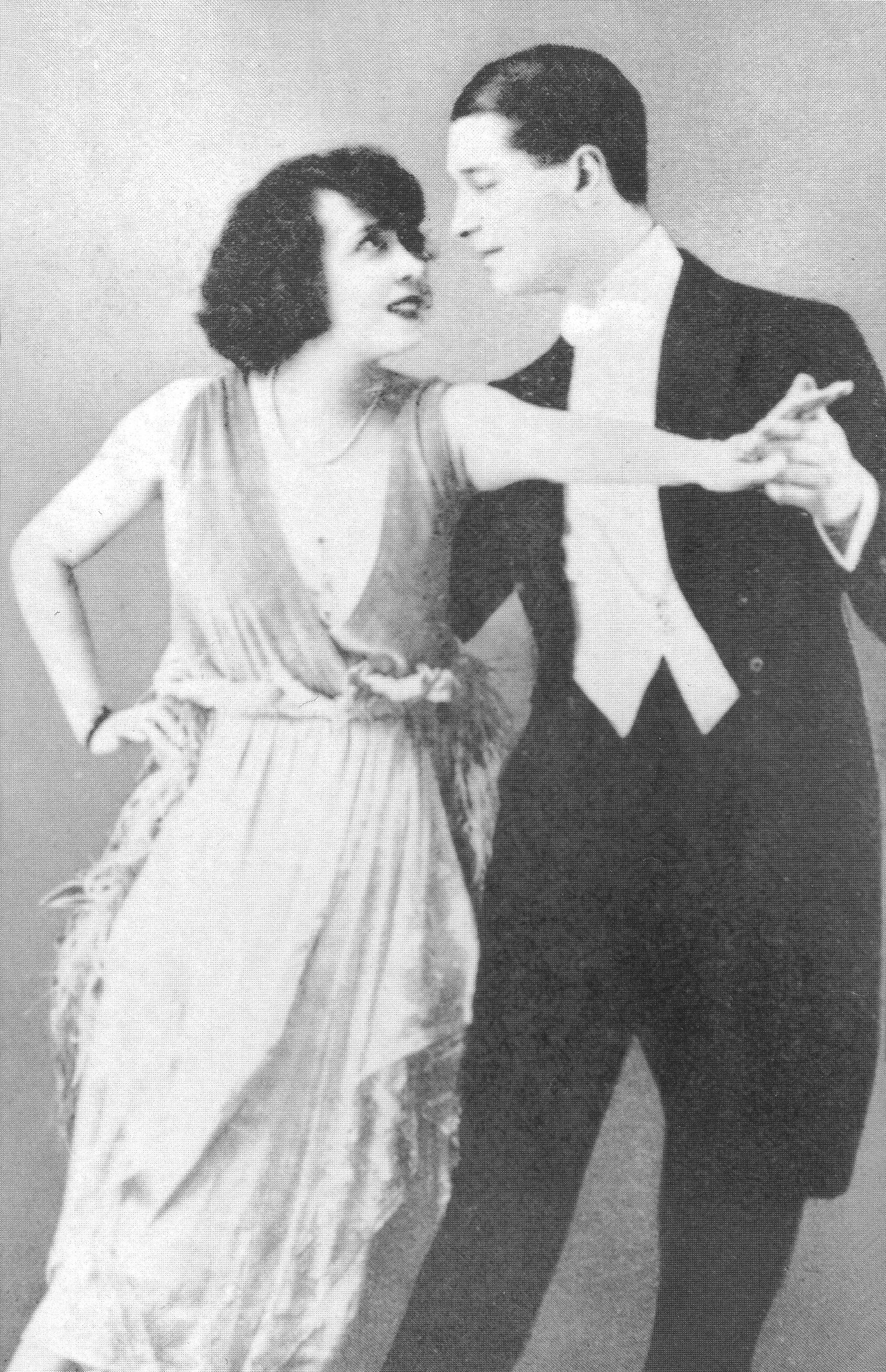
Maurice Chevalier et Mistinguett, couple d'artistes.

Peu avant la fin de son engagement aux Folies Bergère, il est engagé pour une revue d'André Barde et Michel Carré à la Cigale intitulée Midi à 14 heures qui est couronnée de succès. Dans le Figaro, un critique écrit :

« La revue de MM. André Barde et Michel Carré, comique dans son ensemble, est d'ailleurs jouée par des comiques de la désopilante école. Que peut-on dire de Chevalier, si ce n'est qu'il force le rire par une irrésistible fantaisie ? »

Après ce contrat, il est de suite réengagé pour deux autres revues dans la même salle avec entre autres, pour partenaires de scène, Max Dearly et Régine Flory. Avant le début des répétitions, Mistinguett et lui partent visiter Londres où, admiratif, il découvre le music-hall anglais. Ce séjour entérine son envie de changement afin de passer du maquillage outrancier à un style progressivement plus élégant. Au cours de la revue, il chante et danse vêtu d'un complet blanc avec Régine Flory, ce qui le conforte dans ses projets.

C'est au cours de cet engagement qu'il revoit son père pour la première fois depuis son enfance, ce dernier l'attendait à la sortie des artistes afin de s'excuser d'avoir abandonné le foyer familial. Il accepte ses excuses mais préfère ne pas maintenir de contact avec lui. C'est la dernière fois qu'il voit son père qui ne le contactera jamais plus. 

« Plus tard, je fis tout pour obtenir son adresse en le faisant rechercher dans tout Paris. On ne le retrouva pas. Il eut tant de noblesse dans son expiation qu'un des plus grands regrets de ma vie est de n'avoir pu, en cachette, assurer sa vieillesse. C'en est même un remords. »

Il ignorera toute sa vie que son père est mort peu de temps après, le 20 février 1916 à Nanterre.
Au terme des deux revues, le service militaire obligatoire pour lequel il a toujours obtenu des sursis ne peut plus être repoussé. Il rejoint le 35e régiment d'infanterie le premier décembre 1913.

### 1913-1919: Grande Guerre et Londres
Jusqu'en 1914, il reste stationné à Belfort. Pendant cette période, il rencontre le compositeur et pianiste Maurice Yvain qui effectue lui aussi son service militaire. Tous deux décident de louer une chambre dans laquelle ils pourront jouer de la musique chaque soir. Très vite le duo est amené à se produire pour des concerts de bienfaisance, pour des mécènes ou encore à Nancy pour les employés des chaussures André. À nouveau, il tente de se départir peu à peu de son image de simple chanteur comique en tentant lors d'une représentation de chanter en habit, ce qui plaît au public. Dans le même temps, il profite de ses permissions pour revoir Mistinguett et finit par être muté au 31e régiment d'infanterie stationné à Melun. Il est ainsi rapproché de Paris et y arrive en avril 1914.

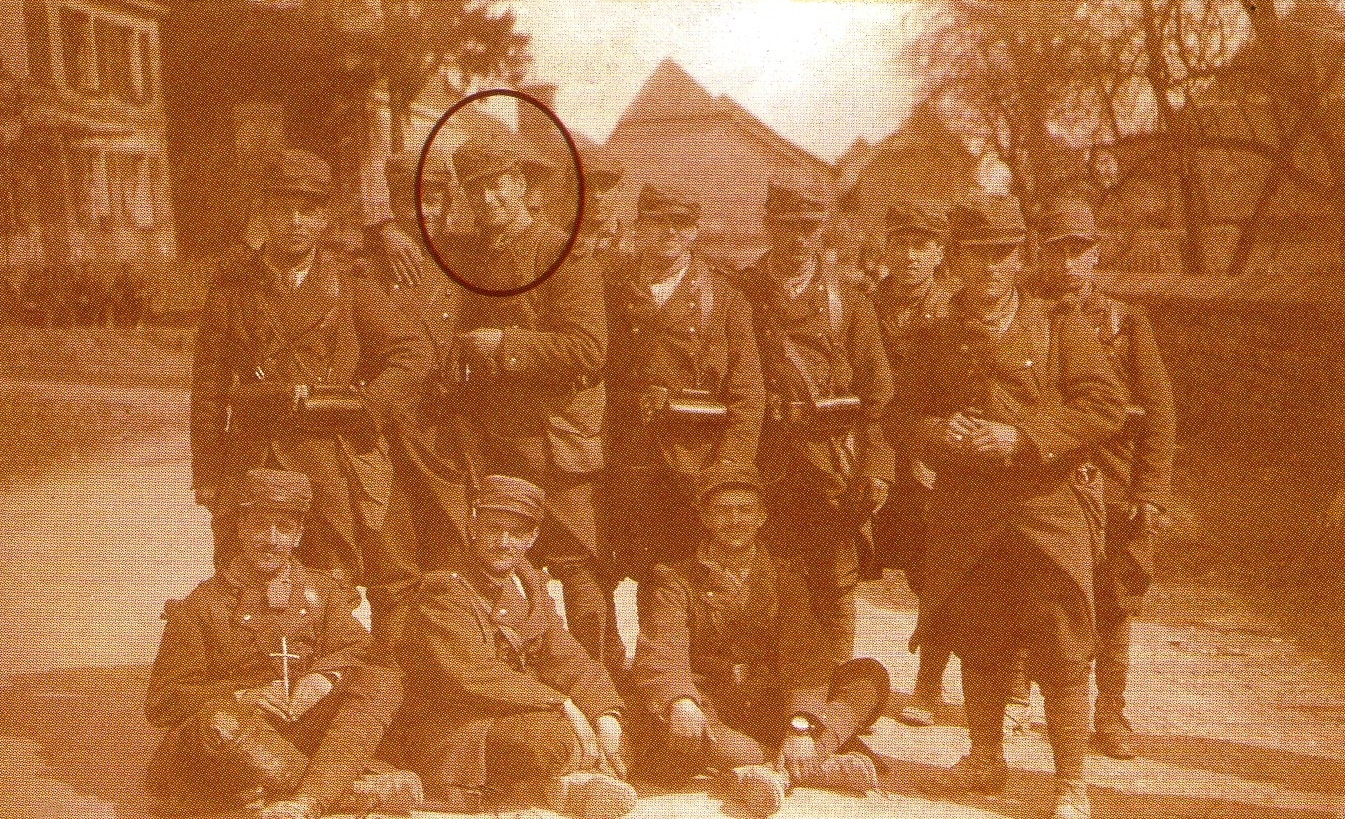
Maurice Chevalier en compagnie de quelques camarades de régiment à Belfort, avril 1914.

Alors qu'il est en permission à Paris la mobilisation générale est décrétée le 1er août 1914. Il rejoint son régiment qui quitte Melun en train pour l'Est de la France quelques jours plus tard. Le 22 août, son régiment est attaqué sur la place du village de Cutry, commune de Meurthe-et-Moselle. À couverts derrière un muret près de l'église, lui et plusieurs soldats tentent de repousser les troupes ennemies. L'ordre de se replier est donné. Alors qu'il s'apprête à fuir, il s'effondre, blessé par un éclat d'obus au poumon droit. Il doit sa survie à son paquetage qui amortit l'impact. Par précaution, cet éclat d'obus ne fut jamais extrait et il vivra avec toute sa vie. Il est pris en charge par deux infirmiers qui l'emmènent au château du village voisin de Cons-la-Grandville, qui fait office de Croix-Rouge. À son réveil, les troupes ennemies investissent les lieux. Lui et tous les autres blessés alités sont faits prisonniers de guerre.
En attendant la guérison des prisonniers, le château reste occupé par les Allemands. Après quelques jours, les blessés convalescents sont rassemblés puis conduits jusqu'à une gare. Des wagons à bestiaux les emmènent en captivité en Allemagne. Après deux jours de trajet, les prisonniers arrivent à Altengrabow, un des plus importants camps de prisonniers allemands, près de Berlin.
Très vite, les artistes prisonniers du camp improvisent une scène sur une petite estrade. Joë Bridge, dessinateur de théâtre en lequel il trouve un ami, est le principal auteur des revues montées au camp, au cours desquelles il chante et danse. À Paris circulent des rumeurs sur son décès à Cutry, ce qu'il dément en faisant parvenir des cartes postales à sa mère ainsi qu'à Mistinguett. Plusieurs docteurs français qui l'ont vu sur scène en France décident de le former comme infirmier. Il devient ainsi pharmacien du camp, ce qui lui octroie une petite pièce près des malades avec lit, draps, chauffage et nourriture facile d'accès.
Ce travail d'infirmier l'occupe toutes les matinées. Pour occuper ses après-midis, il décide d'apprendre l'anglais auprès d'un sergent britannique lui aussi prisonnier, Ronald Kennedy, qui a décidé de donner des cours aux prisonniers qui le désirent. Sans la prétention d'imaginer pouvoir se lancer dans une carrière internationale grâce à la maîtrise de cette langue, il suit avant tout ces cours pour occuper ses journéesmais aussi pour « épater les copains du boulevard de Strasbourg », bavarder avec les artistes anglais venant se produire à Paris et « flirter avec les petites girls anglaises ».

Durant l'été 1915, une épidémie de fièvre typhoïde ébranle le camp et l'infirmerie est débordée. Durant cette période, il accompagne beaucoup de malades lors de leurs derniers instants : 

« Mon principal effort était de tout faire pour qu'ils ne se voient pas partir. Je faisais un peu le confesseur. Je parlais avec eux, assis sur leur lit, de leur mère, de leur femme ! "Ça ne va plus durer longtemps, tu sais maintenant. Quand tu seras guéri, je pense que tu rentreras au pays. Elle va être heureuse ta petite femme de te revoir, hein ? Et toi, crois-tu que tu ne la serreras pas fort dans tes bras ? Et ta vieille ? Et ceci, et cela…" […] J'en ai vu plusieurs, grâce à cette tromperie dramatique de dernière heure, s'en aller en pleine vision d'espoir et ce sera le plus beau rôle que j'aurai joué de ma carrière. »

À l'été 1916 apparaît un espoir de quitter le camp. Les pays belligérants, par l'intermédiaire de la Croix-Rouge de Genève, font à échéance fixe des échanges de docteurs et d'infirmiers, et les prisonniers du camp pouvant prouver leur titre d'infirmier aux autorités allemandes pourraient ainsi se trouver sur la liste de départ. Lui et Joë Bridge s'inscrivent, et, en octobre, doivent passer un interrogatoire par le médecin général allemand. Quand vient son tour, le médecin ne pose aucune question et l'inscrit d'office sur la liste des admis. Cela s'expliquera par l'intervention de Mistinguett, qui a usé de ses relations diplomatiques avec le roi d'Espagne d'alors, Alphonse XIII, pour le faire libérer.
Le lendemain matin, il quitte le camp d'Altengrabow en train avec Joë Bridge pour Paris. Là-bas il retrouve Mistinguett et sa mère après vingt-six mois de captivité. Bien qu'affaibli, il fait le choix de remonter sur scène directement en commençant par chanter au Casino Montparnasse rue de la Gaîté. Trop habitué à chanter pour des soldats et saisi de vertiges sur scène, sa prestation et celles qui suivent en province sont de relatifs échecs. Néanmoins, Léon Volterra, nouveau directeur de l'Olympia, l'engage pour deux semaines sur les conseils de Mistinguett. Sa santé finit par s'améliorer, et il se sent capable de continuer à chanter.
Désormais réformé définitivement pour blessure. Il reprend véritablement le travail en avril 1917, en se faisant embaucher avec Mistinguett le temps d'une revue nommée La Grande revue aux Folies Bergère, très bien accueillie par la critique :

« Abondante en scènes comiques, habillée avec luxe inusité, logée dans des décors signés de nos meilleurs maîtres du genre, La Grande revue est interprétée par une troupe d'élite en tête de laquelle on applaudit toujours Mistinguett, Maurice Chevalier […] et tous les créateurs de ce merveilleux spectacle. »

Aussitôt après ce contrat, le couple est engagé pour une revue nommée Femina-revue au théâtre Femina, où le couple est particulièrement remarqué

« M. Chevalier apporte lui aussi l'attrait de son comique si original, d'une verve si franche, d'une fantaisie si large, et même acrobatique et principalement d'une jeunesse irrésistible. Avec une mimique très simple, un don de se faire entendre et de faire partager sa gaieté, cet artiste est un véritable artiste.
[…] Mlle Mistinguett est si populaire désormais que les auteurs de revue semblent n'avoir plus à imaginer des scènes pour elle. »

Le couple est engagé pour La Nouvelle revue de Marigny au théâtre Marigny durant l'été. À partir du 11 novembre, il est en tête d'affiche de leur première opérette intitulée Gobette of Paris. L'un des auteurs du spectacle trouvant des qualités de comédien à Maurice Chevalier, il lui confie une scène sérieuse de déclaration d'amour avec Mistinguett. C'est la première fois qu'il s'essaye à un registre autre que comique. Le spectacle bat le record d'entrées des théâtres parisiens.
Dans le même temps, sa relation avec Mistinguett commence à battre de l'aile. Cela ne les empêche pas de remplacer à partir du 10 mars 1918 le duo formé par Gaby Deslys et Harry Pilcer, vedettes de la revue Laisse-les tomber au casino de Paris,,. Puis, ils sont engagés pour la revue Pa-ri-ki-ri. Après une représentation, Maurice Chevalier est approché par Elsie Janis, une artiste américaine de passage à Paris, qui, après avoir découvert qu'il parle anglais, lui propose un rôle dans une revue à Londres dont elle fait partie. Estimant avoir une dette envers sa compagne et le Casino de Paris où il est actuellement à l'affiche, il décline d'abord la proposition mais l'accepte quelques jours plus tard, ce que Mistinguett ne voit pas d'un bon œil. Leur relation continue néanmoins.
Le lendemain de son arrivée dans la capitale anglaise, il assiste à la revue Hullo, America! dont il doit remplacer un des artistes. Durant toute la soirée, il est ébloui par le monde du divertissement britannique. À deux semaines de répétitions avec Elsie Janis succèdent trois mois de représentations au Palace Theatre. La critique réserve un bon accueil à cet artiste français sans qu'il ne soit laudatif pour autant. C'est au cours de ces trois mois qu'il enregistre sa toute première chanson le 21 mars 1919 dans un studio situé à Hayes : On the Level You're a Little Devil (But I'll Soon Make an Angel of You), l'une des chansons qu'il interprète durant la revue. Ce premier disque est un événement déclencheur puisqu'il commencera à enregistrer des chansons en France en 1920. C'est le début d'une longue carrière discographique qui s'étend jusqu'en 1970.
Le soir de la fin de son engagement, le public et ses camarades de scène lui font de telles démonstrations d'amitié qu'il est très touché. Il quitte l'Angleterre le cœur lourd fin mai 1919,.

### 1919-1928: opérettes, dépression et Valentine

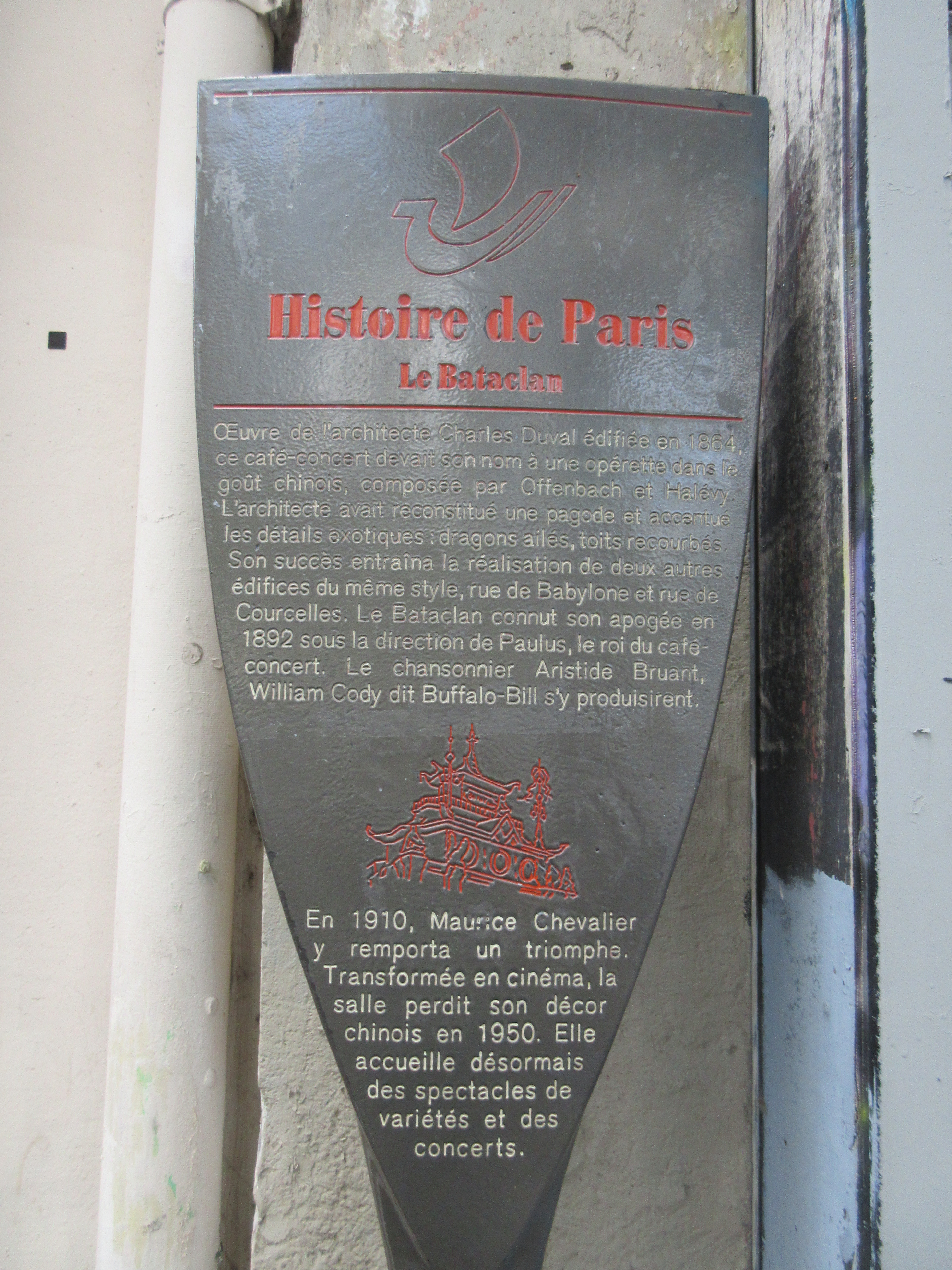
Panneau Histoire de Paris « Le Bataclan »

Dès son retour, il est à l'affiche de la Grande revue du Palace au Palace-Théâtre situé rue de Mogador avec Régine Flory pour partenaire. Devant le manque de succès du spectacle celui-ci est remanié et présenté au public dans une deuxième version à partir du 3 juin renommée Hullo Paris !,,. Dix minutes du spectacle lui sont entièrement dédiées, qui font de lui le succès de la soirée. Malgré de bonnes critiques,, la revue connaît une fin anticipée deux mois après sa première. Il part subséquemment chanter dix jours à Bordeaux où il tente à nouveau un tour de chant élégant, vêtu d'une jaquette marron, d'un pantalon à petits carreaux beiges, de guêtres et gants clairs, d'un chapeau huit-reflets et d'une canne. C'est un franc succès, tout comme à Marseille, Lyon et Nice où il se produit ensuite. Il a un nouveau succès à son répertoire : la chanson Oh! Maurice écrite par Albert Willemetz et composée par Maurice Yvain.

Au retour de cette tournée provinciale, il chante jusqu'au début du mois de novembre dans la Revue très chichiteuse au Concert Mayol. Le 29 novembre, il fait son retour au Casino de Paris en tête d'affiche avec Mistinguett pour la revue Pa-ri-ki-danse,. Pour l'occasion, il demande que son nom sur l'affiche soit moins écrasé par celui de Mistinguett, ce qu'elle refuse. Il se résigne mais songe sérieusement à ne plus jamais partager une affiche avec elle. Leur relation vit ses derniers instants : 

« Nous ne restions ensemble que par habitude ou peut-être parce qu'une sorte de veulerie nous empêchait de reprendre notre liberté. »

Pour la revue, il élabore un sketch où il imite Dorville, Dranem ainsi que Mayol qui connaît un grand succès, tout comme le spectacle dans son ensemble,,,. Au cours de son engagement, il signe à la fin de l'année un contrat d'enregistrement de trois ans renouvelable avec la société Pathé. Il s'agit d'un contrat d'exclusivité, chose rare à l'époque. Il enregistre ainsi ses premiers disques français dès janvier 1920,. En mars, il grave un titre intitulé Les Jazz Bands et devient le premier artiste français à faire allusion au jazz dans une de ses chansons,.
À cette époque, il commence à fréquenter en cachette une jeune danseuse de la troupe du Casino de Paris, Jane Myro, tandis que Mistinguett se rapproche d'un danseur étranger, Earl Leslie. Après la fin de la revue vers la mi-1920, il en intègre une nouvelle en cours de représentation le 6 juillet au théâtre Marigny intitulée Cach' ton piano !. Fin août, son nom ne fait plus partie de l'affiche. En contrepartie, il est en représentations à l'Olympia du 1er au 14 octobre,, où il gagne jusqu'à 1 500 francs par jour, une somme colossale. Il part ensuite en tournée au cours de laquelle il se produit aussi bien en région parisienne qu'en Algérie.
À compter du mois de décembre il est la vedette de la revue On peut monter ! au théâtre de la Gaîté-Rochechouart qui bat tous les records d'affluence,. Elle prend fin le 28 mars de l'année suivante. Il enchaîne aussitôt avec la revue Avec le sourire au Casino de Paris pendant laquelle il interprète une parodie du succès de Mistinguett, Mon homme, intitulée C'est ma bonne,. La revue s'achève le 3 juillet et laisse sa place à la revue d'été Dans un fauteuil qui commence le 8,. C'est pour cette revue qu'il a l'idée de chanter en smoking et canotier. Devant son succès, cette tenue devient sa marque de fabrique et reste aujourd'hui inéluctablement associée à son image,,.
À force d'enchaîner les succès, il accepte de jouer le rôle de Robert Dauvergne dans l'opérette Dédé d'Albert Willemetz et Henri Christiné au théâtre des Bouffes-Parisiens et partage l'affiche avec des artistes tels Alice Cocéa et André Urban. La répétition générale publique a lieu le 9 novembre et le spectacle commence le lendemain,. Dédé est un triomphe critique et commercial, tandis que la presse crie à la révélation le concernant :

« La partition de M. Christiné ne languit jamais : couplets, chansons, valses, tango, tout est de rythme accentué : la musique, pour ainsi dire, vous soulève de votre fauteuil. Quant à l'interprétation, elle est excellente. M. Maurice Chevalier […] déploie une verve étourdissante : c'est le triomphe de la soirée. »

« Ne fût-ce que pour M. Maurice Chevalier, on ira voir Dédé. Ce désopilant fantaisiste, qui nous arrive du music-hall, exerce sur tous les publics un prestige qui tient de la magie. Qu'il chante, qu'il parle, qu'il danse ou se désarticule, il est inimitable et irrésistible. »

« Cet imbroglio, dont l'originalité n'a rien de décevant, a pour interprète Maurice Chevalier, le chanteur-danseur de café-concert, qui, par sa bonne humeur, sa fantaisie, sa familiarité qui ne tombe jamais dans la trivialité, son esprit d'à-propos, a fait du rôle de Robert Dauvergne le plus important de la pièce : il s'est placé en même temps au premier rang de nos comiques d'opérette. »

L'opérette est un tel succès qu'elle jouera à guichets fermés jusqu'au 25 mars 1923 après 520 représentations. Dès le lendemain de la première, le directeur de la salle fait passer son contrat de six cents francs à mille par jour, et mille cinq cents pour la deuxième année. L'une des chansons qu'il interprète, Dans la vie faut pas s'en faire, devient un de ses classiques.
En août 1921, le critique Nozière lui consacre un article laudatif dans lequel il vante longuement ses qualités de chanteur, comique, danseur et imitateur.
De nombreux invités de marque de passage à Paris viennent assister au spectacle dont les acteurs Douglas Fairbanks et Mary Pickford qui lui proposent de jouer Dédé à New York dès son engagement terminé. Il accepte et, pendant la période de relâche estivale de la salle, part pour New York à titre de voyage d'études avec Mistinguett et Earl Leslie, partenaire « de scène et d'intimité » de cette dernière. Pendant trois semaines il assiste d'abord seul, puis avec le producteur Charles Dillingham (en) avec qui il a signé un contrat pour jouer l'opérette à New York, à de nombreuses revues et opérettes dont Shuffle Along, le spectacle qui rendra célèbre Joséphine Baker. Il en profite également pour suivre des leçons de danse auprès du danseur Harland Dixon (en). Sa découverte du monde du divertissement américain le marque durablement. Au retour, avant d'arriver au Havre, Mistinguett et Earl Leslie décident de passer par Londres avant de rentrer à Paris. Il ne les suit pas et retourne à la capitale. Leur relation prend officiellement fin. Rentrés en France, lui et Charles Dillingham conviennent que Dédé ne marcherait pas à New York et mettent fin au projet.
Il joue ensuite Dédé à Vichy et Marseille puis part chanter à Bordeaux. Là-bas, il retrouve Jane Myro avec laquelle il entame une relation désormais officielle. Surmené par les films d'Henri Diamant-Berger dans lesquels il tourne, les représentations de Dédé et le train de vie nocturne de sa nouvelle compagne, il commence à souffrir de trous de mémoire sur scène. Un soir, ceux-ci sont si prononcés qu'il déclame de mauvaises répliques, tant et si bien qu'il est nécessaire de lui souffler son texte :

« Depuis, j'ai conservé comme un mal infernal - et je l'ai éprouvé avec plus ou moins de virulence dans toute la suite de ma carrière - le désordre mental le plus douloureux pour un homme qui travaille par sa mémoire : l'angoisse du texte. »

Dédé se termine le 25 mars 1923. Entretemps, malgré son surmenage, il a accepté le rôle d'Evariste Chanterelle dans une nouvelle opérette : Là-haut, qui débute le 31. Lorsqu'on lui propose d'avoir Dranem pour partenaire de scène, il accepte et exige que son nom soit à la même taille que le sien sur les affiches et programmes. Bien qu'il estime qu'il a les meilleures scènes et répliques le spectacle est lui aussi un succès,,. Il commence cependant à être pris de vertiges sur scène et une rivalité se forme entre lui et Dranem qui n'hésite pas à le railler en privé.
Petit à petit, il se rapproche d'une danseuse du spectacle, Yvonne Vallée. Elle devient d'abord sa confidente puis sa compagne après avoir rompu avec Jane Myro. De plus en plus angoissé, il avoue à son docteur qu'il veut se suicider. Celui-ci lui ordonne de cesser sur-le-champ toute activité et de partir se ressourcer en maison de repos à l'extérieur de Paris. On lui diagnostique également une appendicite chronique qui pourrait être à l'origine de quelques-uns de ses maux. Il quitte l'opérette en juillet et est opéré deux jours après mais il s'aperçoit à son grand désarroi que cela n'a rien changé à ses idées noires,. Il est ensuite envoyé dans une clinique à Saujon pour se reposer. Il tente un jour de se suicider. Il se procure un pistolet, s'isole, mais renonce au dernier moment :

« Je mis le canon dans ma bouche et commençai à jouer avec la gâchette… […] Une étincelle de raison m'arriva de ma bonne étoile et, la sueur au front, je cessai l'abominable flirt et repris possession de mes esprits. J'avais aussi été trop lâche ou trop lucide pour aller jusqu'au bout de mon mal. »

Yvonne Vallée vient peu après lui tenir compagnie. Se sachant incapable de se suicider, il se résigne à rester à la clinique sans grande conviction. Un jour, le docteur de la clinique lui ordonne de se produire sur la scène de la salle des fêtes communale dans le but de lui prouver qu'il peut chanter sans trous de mémoire. Le soir venu, rongé par le trac, il monte sur la scène de la petite salle, qui accueille sa prestation avec ferveur. 

« Avais-je repris confiance ? Non ! Je ne devais plus jamais retrouver mon ancienne assurance : ni maintenant, ni jamais. Mais je repris courage, et, à partir de cet instant, je décidai de recommencer mon métier jusqu'au jour où ce qui chez moi, depuis le fameux soir des Bouffes, n'avait été qu'angoisse, deviendrait réalité. […] Car depuis, j'ai toujours eu peur, à chaque soirée, que ce soit celle du fameux moment. »

Il reçoit un jour la visite de son ami Franck, directeur de l'Alcazar de Marseille qu'il a rencontré près de vingt ans auparavant lors de son premier passage dans la cité phocéenne. Celui-ci lui propose de revenir y chanter deux semaines durant avant son retour à Paris. Hésitant, son docteur lui assure qu'il est toutefois temps de reprendre son métier. Il accepte donc la proposition de son ami et regagne son appartement parisien à la mi-novembre afin d'y répéter,.
En plus de ses chansons, il ajoute à sa prestation trois numéros de chant et de danse avec sa compagne. Il décide de s'entraîner trois jours durant devant un public dans un petit cinéma de Melun avant de rechanter à Paris. Il chante dans quelques villes de province puis se produit en décembre à Marseille pendant plusieurs jours où un succès éclatant finit par le rassurer,. Il part chanter ensuite à Toulon puis Nice où il reste jusqu'au 29 décembre, après quoi il est engagé à Lyon jusqu'au 8 janvier de l'année 1924. Il rentre se reposer à la capitale puis part pour une tournée en Belgique à la fin du mois de janvier.
Sa rentrée parisienne se fait le 29 février au milieu d'autres attractions dont il est la vedette dans un nouvel établissement avenue de Wagram : le théâtre de l'Empire,. Il reste quatre semaines sur la scène de l'Empire, puis part en tournée en province, Belgique, Afrique du Nord, Suisse, Espagne, et retourne à l'Empire pour deux semaines. Il est ensuite engagé au Palace, rue du Faubourg-Montmartre, et Léon Volterra l'invite à venir jouer en tête d'affiche dans le prochain spectacle du Casino de Paris. Il demande dix pour cent de la recette brute et quatre mille francs par jour de garantie. Le contrat est accepté et il est engagé pour trois ans. En attendant le début de la revue d'hiver, il part chanter trois mois au théâtre Porteño de Buenos Aires.
À son retour il chante à Marseille, puis retourne à la capitale pour prendre la responsabilité de première vedette du Casino de Paris. Lors de cet engagement il interprète pour la première fois Valentine, d'Albert Willemetz et Henri Christiné. La chanson est une réussite totale et restera son plus grand succès. Il l'enregistre la même année. Au total, il sera amené à l'enregistrer huit fois en studio au cours de sa carrière. Yvonne Vallée et lui habitent désormais dans une villa avenue de la Celle Saint-Cloud à Vaucresson, nommée Quand on est deux. Malgré le succès, il est insatisfait de sa vie.
À la même époque, il achète un terrain dans le quartier de La Bocca à Cannes et y lance la construction d'une villa nommée « La Louque », première du nom.
À la suite d'une proposition, il accepte avec Yvonne Vallée d'être la tête d'affiche d'un spectacle à Londres qui a pour titre White Birds à partir du 26 mai 1927. La presse londonienne apprécie leur prestation mais est sans pitié pour le spectacle. Au bout de deux mois, les recettes allant en diminuant, le spectacle est arrêté et le couple rentre en France.

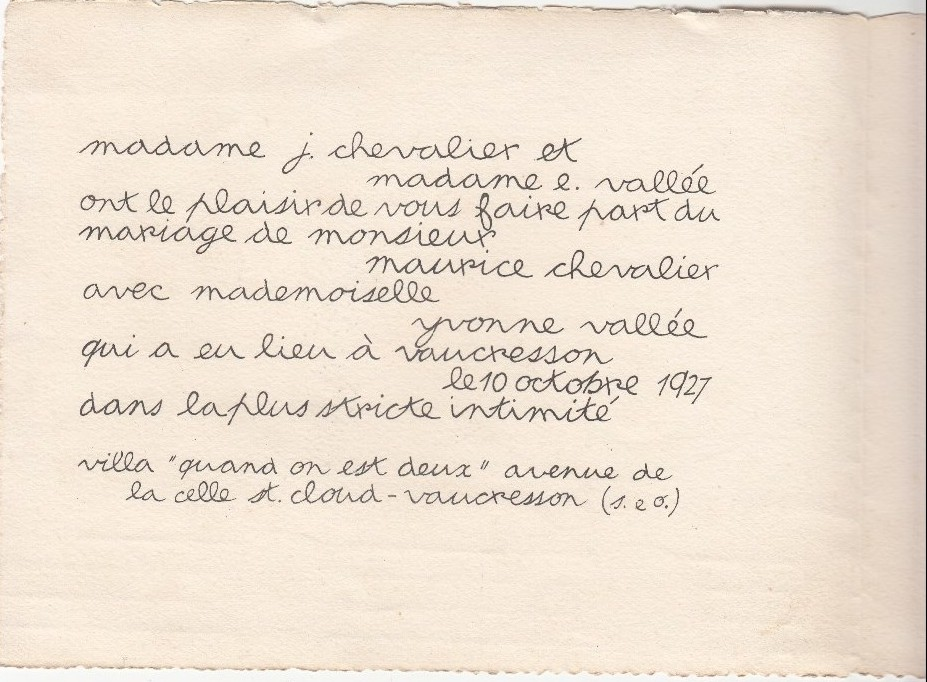
Extrait du faire-part de mariage de Maurice Chevalier.

Il se marie avec Yvonne Vallée à Vaucresson le 10 octobre 1927. Cependant, leur mariage n'est heureux qu'en façade. Elle est la seule femme qu'il épousera au cours de sa vie.
En 1928, sur proposition d'Irving Thalberg, directeur de la Metro-Goldwyn-Mayer, il passe des essais photographiques dans l'optique d'obtenir un contrat à Hollywood qui n'aboutissent toutefois pas. Lorsqu'il montre les photographies à Jesse L. Lasky, directeur de la Paramount, désireux de lui laisser une chance, celui-ci lui fait signer un contrat le 19 juin pour six semaines de tournage,. Il passe l'été dans sa villa de Cannes puis est engagé à l'Apollo pour y donner quatorze représentations d'adieux du 24 septembre au 7 octobre avant son départ pour les États-Unis,,.

### 1928-1935: les années à Hollywood

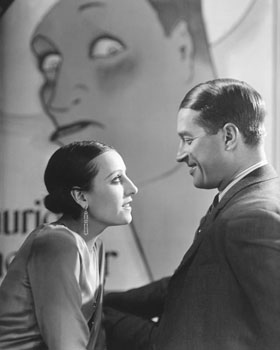
Maurice Chevalier et Yvonne Vallée en août 1928.

Le couple Chevalier quitte la France par bateau en partance du Havre le 10 octobre 1928. À leur arrivée, ils sont accueillis par plusieurs journalistes et personnalités de la Paramount. Les questions et les photographies s'enchaînent et ce comité d'accueil apprécie Chevalier pour sa simplicité. Le bateau finit par accoster et les époux Chevalier sont menés dans un hôtel donnant sur Central Park. Le soir même, les couples Chevalier et Lasky passent la soirée à Broadway à un spectacle des Marx Brothers durant lequel Chevalier ne cesse d'être impressionné. Le lendemain il voit son premier film parlant, The Singing Fool, avec Al Jolson dans le rôle principal. Bien qu'il en ait déjà entendu parler, Chevalier est intimidé. La direction de Paramount a décidé d'organiser au Waldorf-Astoria une soirée où sont invités de grands noms de New York, artistes, journalistes, directeurs. Durant cette soirée Chevalier est présenté à ces invités dans le but de déterminer s'il est capable de plaire à l'Amérique. À la fin du repas, Chevalier monte sur la scène de la salle et a l'idée de commencer par présenter en anglais ce dont il est question dans les chansons qu'il s'apprête à interpréter avant de les chanter en français. L'idée plaît beaucoup à l'assistance et Chevalier comprend qu'il vient d'importer quelque chose de nouveau en Amérique.

« J'apporte aux USA des chansons qu'ils ne connaissaient pas, et une manière de chanter qu'ils n'ont jamais soupçonnée. Nouveauté ! Ils ont, avec Al Jolson, Harry Richman, Georgie Jessel, de très bons chanteurs populaires à superbes voix et à extraordinaire dynamisme. Mais ma petite manière à moi, toute simplette, toute naturelle, ils ne l'ont pas. Je le sens, ce soir-là. Je rentre dans du beurre ! »

Le lendemain matin, bien que sur la réserve, les journaux new yorkais se font élogieux à l'égard de Chevalier. Quelques jours plus tard, Maurice et Yvonne quittent New York pour Hollywood. Ils traversent Beverly Hills et aperçoivent des maisons de vedettes. Chevalier est ému et rêve de rencontrer Emil Jannings et Charlie Chaplin auxquels il voue une véritable vénération. Il a l'occasion de dîner avec Charlie Chaplin qu'il saisit de suite mais réalise qu'il restera toujours décontenancé et rongé par un complexe d'infériorité face à l'acteur. Le lendemain matin il visite pour la première fois les studios Paramount et est présenté à plusieurs vedettes telles qu'Adolphe Menjou ou Clara Bow. Un autre dîner conviant les grands pontes d'Hollywood est organisé à la fin duquel Chevalier doit aussi chanter. Il reprend sa formule d'introduction en anglais et de chant en français et la salle est conquise. On lui prédit une grande réussite en Amérique.
Peu après, il commence le tournage de son premier long métrage : Innocents of Paris (La Chanson de Paris en France). Le doublage n'existant pas encore, il doit tourner deux versions du film : l'une en anglais, et l'autre en français ; chose qu'il fera pour la majorité des films de ses années à Hollywood. Le film terminé, une avant-première devant le public de Los Angeles est organisée. Le scénario est jugé faible mais le comique du film est apprécié et Maurice Chevalier et son accent français charment la salle. Les chansons qu'il interprète dans le film sont bien accueillies par la critique et le public, particulièrement celle qui deviendra son deuxième plus grand succès : Louise. En attendant la distribution à grande échelle du film aux États-Unis, Chevalier, en guise de premier contact avec le public américain et comme publicité est envoyé chanter quatre semaines au Ziegfield Roof, un cabaret mondain new-yorkais rassemblant le gratin de la ville. Peu avant son départ pour New York, le réalisateur Ernst Lubitsch vient trouver Chevalier pour lui demander de jouer dans son prochain film The Love Parade (Parade d'amour). Ne se sentant d'abord pas l'étoffe pour jouer le rôle d'un prince car étant un homme du peuple, Lubitsch le convainc cependant de passer des essais photographiques en tenue princière afin de juger si l'uniforme lui siérait. Les résultats sont sans équivoque et Chevalier accepte. Le scénario sera élaboré pendant ses quatre semaines de représentations à New York.
Maurice Chevalier débute sur la scène du Ziegfield Rooftop et l'explication en anglais puis chant en français continuent de plaire ; le lendemain les journaux new-yorkais sont unanimes quant à sa réussite. À la fin de son engagement, il assiste à la première d'Innocents of Paris au Criterion Theater de New York. L'accueil est le même que lors de l'avant-première de Los Angeles. Chevalier quitte New York pour Hollywood où le tournage de The Love Parade l'attend. Il partagera l'affiche avec la jeune Jeanette MacDonald. Chevalier trouve particulièrement plaisant le travail sous la houlette d'Ernst Lubitsch. Leur relation réalisateur/acteur s'avérera fructueuse car ensemble, ils tourneront au total cinq films en l'espace de six ans. Pendant le tournage, l'exploitation d'Innocents of Paris est un succès à travers les États-Unis. Après trois mois de travail, Maurice et Yvonne rentrent pour deux mois en France, avec l'assurance que Lubitsch lui télégraphiera les retours de l'avant-première du film, quand celui-ci sera au point.

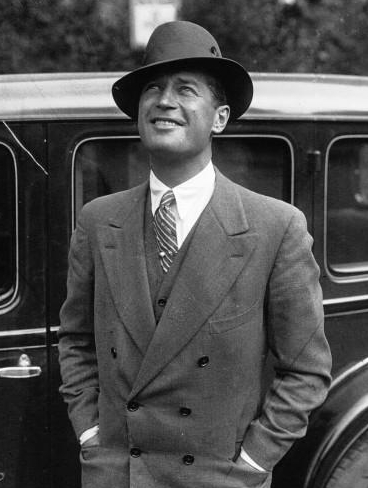
Maurice Chevalier en 1929.

Rentré à Paris, il est accueilli par des milliers de personnes à la gare et est partout au centre de mouvements de foule, la version française de son premier film hollywoodien ayant été unanimement accueillie en France. En effet, l'affluence fut telle que tous les records de recettes du cinéma Paramount parisien furent battus, et qu'il fallut organiser trois projections par jour au lieu d'une.
Afin de se ressourcer, Maurice Chevalier séjourne au château de Madrid puis dans sa propriété de Cannes, La Louque. Après s'être reposé, il part chanter deux semaines au théâtre de l'Empire, dont les places se sont toutes vendues à l'avance. Chaque soir à la sortie des artistes, il doit se frayer un chemin à travers les centaines d'admirateurs qui l'attendent, afin de regagner sa voiture. Il est littéralement consacré par ses débuts cinématographiques. Avant la fin de ses deux semaines de tours de chant, il reçoit un télégramme de Lubitsch : l'avant-première de The Love Parade a reçu un accueil laudatif. Il termine son télégramme par ces mots : « You are sitting on top of the world Maurice. »

De retour à Hollywood, le salaire de Chevalier est triplé pour ses deux prochains films. Maurice Chevalier est une révélation hors normes en Amérique : 

« Invité partout, choyé. Il me semble, au fond, que je suis consacré grand as international avec trop de facilité. Sincèrement, je ne crois pas mériter de telles démonstrations. […] Il n'y a pas, en Amérique, un théâtre, music-hall, cabaret, cinéma où un homme ou une femme ou un enfant ne fasse mon imitation avec le chapeau de paille. C'est un engouement démesuré. Je ne puis me trouver dans un endroit public sans être aussitôt l'objet d'une démonstration de sympathie. Et de la Marseillaise. Et encore de la Marseillaise ! »

Ayant un peu de temps libre, Chevalier décide de chanter quelques semaines dans une salle de Broadway. Il chantera au Fulton Theatre et désire un spectacle en deux parties : la première où officierait un orchestre de jazz, et la deuxième où il chanterait accompagné par ce même orchestre. À la recherche d'un orchestre, on lui parle de celui de Duke Ellington, que Chevalier connaît déjà et apprécie. Il fait part de son offre à Duke Ellington, que ce dernier accepte. Ce sera la première fois que son orchestre jouera dans une salle « blanche ». Les critiques sont unanimes et toutes les représentations se font à guichet fermé.
Après cette expérience musicale, il commence le tournage de The Big Pond (La grande mare) avec Claudette Colbert comme partenaire. En parallèle, pour occuper ses fins de semaine, Chevalier chante et donne des leçons de français fantaisistes tous les dimanches à la radio new-yorkaise. Ces émissions dureront six mois. Devant le succès colossal de The Love Parade, le salaire de Chevalier est de nouveau revu à la hausse. Désormais il touchera un salaire égal à celui des plus grandes vedettes de Hollywood. Néanmoins, The Big Pond est un franc succès en Europe mais est moins bien accueilli en Amérique. Son prochain film, que Chevalier a demandé à faire, est une adaptation anglaise de la pièce de Tristan Bernard : Le petit café. Il recevra un accueil médiocre et Chevalier craindra son heure de gloire terminée. Après le tournage de ce film, Maurice et Yvonne rentrent en France se reposer à Cannes.
En France, il est approché par Maurice Lehmann qui lui propose de chanter deux semaines au théâtre du Châtelet du 12 au 27 novembre. Les places se vendront trois cents francs chacune. Il accepte et touchera 80 % de la recette nette. Aussitôt après, il est engagé au Dominion Theatre de Londres pour deux semaines de tour de chant au mois de décembre. Il touchera 50 % de la recette brute et au minimum la somme de 4000 livres sterling par semaine. Des organes de presse se font l'écho de ses appointements mirobolants, et certains vont jusqu'à estimer son salaire horaire à 13 333 francs. Il est surnommé The most expensive artist in the world. Il regrette que les journaux ne mentionnent pas qu'il finance de sa poche une maison de retraite pour anciens artistes située au château Dranem à Ris-Orangis, le dispensaire Maurice Chevalier fondé en mars de la même année,.
Pour commencer, il part chanter à l'Eldorado de Nice en octobre où un soir, échaudé par les critiques, il descend de scène voir un spectateur qui rit étrangement et qu'il croit être venu saboter sa prestation. En comprenant qu'il s'agit d'un infirme qui rit ainsi, il remonte sur scène. Plusieurs journaux montent cet incident en épingle et l'accusent d'avoir violemment pris à partie un mutilé de guerre,. Du fait de ces calomnies, les places pour le théâtre du Châtelet se vendent peu. Il décide de renoncer à une partie de ses bénéfices qu'il versera à son dispensaire et au boxeur Francis Charles devenu aveugle. Le théâtre finit par se remplir et malgré les rumeurs dont il a fait l'objet, la salle l'accueille chaleureusement et la critique est dithyrambique.
Après Paris, il se rend à Londres pour honorer son engagement au Dominion Theatre, où il est accueilli à la gare de Londres Victoria par des milliers de personnes maintenues tant bien que mal par plus d'une centaine de policiers à cheval et à pied. Il serre de nombreuses mains et est mené à un micro dans lequel il dit quelques mots, auxquels répond une ovation. La police l'aide à s'extirper de la foule pour rejoindre sa voiture le conduisant avec Yvonne à l'hôtel, où il reçoit de nombreux appels téléphoniques. Le soir, il se rend à un spectacle dans lequel Sophie Tucker officie, et se retrouve à nouveau au centre de scènes de liesse. Chevalier est désemparé et presque irrité par ces démonstrations d'affection d'une telle envergure, auxquelles il n'était jusqu'alors pas habitué. Le lendemain soir, il commence au Dominion Theatre et Chevalier s'aperçoit que la ville est couverte d'affiches clamant qu'il est l'artiste le plus payé au monde.

« L'impresario trouve que c'est une publicité sensationnelle. Moi, je trouve cela effarant et d'un mauvais goût total. […] L'artiste le plus payé au monde ! Vous n'allez pas me dire que cela pose le chanteur dans une lumière sympathique, non ? […] J'ai beau expliquer mon point de vue à l’imprésario, il continue à trouver sa publicité géniale […]. »

Ses deux semaines de tours de chant sont un succès et Chevalier, comme prévu, touche 50 % de la recette brute. Toutefois, un peu amer, il avouera plus tard dans ses mémoires qu'il ne touchait jamais la totalité des sommes colossales qu'on lui attribuait car il était fortement imposable. De par le fait, il économisait ce que les impôts lui laissaient par peur de finir pauvre, ce qui lui valut une réputation d'avare, qui perdure encore de nos jours,,.
Les journaux anglais parlent tant de Chevalier que l'écrivain George Bernard Shaw demande à le rencontrer. Le Français se rend chez lui, intimidé d'avance, craignant que l'homme de lettres n'aborde des sujets sur lesquels il n'a aucune connaissance. Cependant, lorsque George Bernard Shaw lui avoue qu'il ne l'a jamais vu ni au cinéma ni sur scène mais qu'il voulait simplement rencontrer l'homme qui fait tant de bruit en Angleterre, l'ambiance se fait plus détendue et Chevalier éclate de rire, n'ayant jamais lu un seul de ses livres. Il gardera un bon souvenir de cette rencontre.
Devant la réussite de son tour de chant à Londres, l'imprésario de Chevalier lui organise une courte tournée en province britannique, qui se révèle être un fiasco : les mouvements de foule qu'il déclenche dans chaque ville où il se rend sont loin d'être proportionnels au nombre de personnes dans l'assistance. Les salles ne sont remplies qu'au quart, c'est une dégringolade inexpliquée. Une ville va jusqu'à annuler une de ses représentations, jugeant ses chansons trop malsaines.

Déçu, Maurice Chevalier rentre à Londres où il voit le film L'Ange bleu, avec Marlene Dietrich dans le rôle principal, qu'il connaît déjà pour l'avoir vue dans le cour du studio d'Hollywood. Il est très attiré par l'actrice. Il finit par rentrer à New York où on lui apprend que devant l'échec du Petit café, le prochain film qu'il tournera sera, de nouveau, réalisé par Ernst Lubitsch. Il s'agit de The Smiling Lieutenant (Le lieutenant souriant), et Chevalier aura Claudette Colbert et Miriam Hopkins comme partenaires. Le tournage du film se fera dans les studios de Long Island. Comme à son habitude, le duo Chevalier/Lubitsch fait des merveilles et Chevalier aime à travailler avec le réalisateur, mais il émet quelques regrets dans ses mémoires concernant l'image que le cinéaste a donnée de lui : 

« Il a tant de talent et sait si bien ce qu'il veut […]. Presque trop même... Il vous impose sa manière à lui de voir les choses ou d'en sourire. […] C'est du travail facile. Succès assuré ! Et pourtant, comme résultat, on n'est pas tellement fier de soi-même. Qu'on ne voie pas dans ces lignes une critique de ce bon homme de grand talent à qui je dois mes meilleurs films, mais plutôt le grand regret qu'il ne m'ait pas mieux compris. Il a fait de moi, en Amérique, un genre de « tombeur » sympathique, alors que j'ai toujours espéré être tout de même quelque chose de plus humain. »

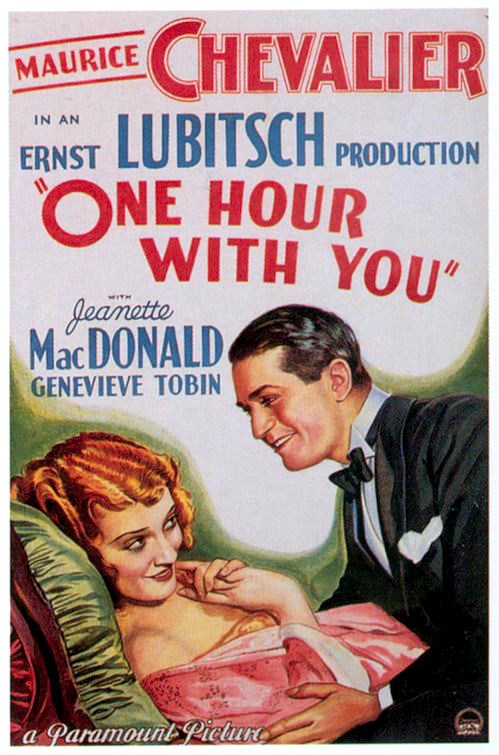
Une heure près de toi (1932)

Le tournage terminé, Chevalier doit chanter à un très grand gala au bénéfice des œuvres d'artistes au Metropolitan Opera de New York, où de nombreux autres artistes doivent se produire. L'après-midi, avant son passage sur scène le soir, il est pris d'une profonde angoisse, « plus douloureuse que jamais ». Il met cela sur le compte de sa peur de ne pas être à la hauteur. Il monte sur scène et passe outre son état. Il va se coucher, toujours en proie à son mal. Le lendemain matin, au réveil, il reçoit un télégramme de Paris lui annonçant le décès de sa mère. Chevalier est anéanti.

« Je ne semble pas bien comprendre, quoique j'aie senti en moi un choc terrible, résonnant, comme la suite de mon état d'angoisse de la veille. Je relis... Alors là je réalise. Une sensation de vertige me prend comme si la moitié de moi-même, de mes globules, m'abandonnait. La moitié de ma raison de vivre, de travailler, me quittait. C'était physique, extraordinairement. Mon cœur se vidait comme un bidon crevé. Ça a duré je ne sais combien de jours où je n'ai su que sangloter. Lorsque, à la longue, la fatigue me prenait, cela finissait par se tarir, puis, sa pensée me revenait comme un coup et je repartais à pleurer, à chialer comme un pauvre môme. […] Pitoyable, voilà ce que je me sentais et si loin avec ça ! Et pas possible de lui avoir dit le dernier adieu ! Elle qui avait été ma vraie, ma seule grande compagne. Mon étoile ! […] Jamais plus, jamais plus je n'embrasserai son doux visage. Jamais plus, ses vieilles mains ridées ne caresseront doucement, longuement, mes cheveux, comme lorsque j'avais besoin de son réconfort. »

À ce télégramme, il répond par un autre, laconique : « Je suis démoli ». Plus tard, il écrira deux chansons en hommage à sa mère : Toi... toi... toi... en 1941, et Prière à ma mère en 1947.
Malgré tout, il faut qu'il reprenne les chemins des studios de cinéma. The Smiling Lieutenant est un succès critique et commercial. Chevalier enchaîne avec un autre film réalisé par Ernst Lubitsch : One Hour with You (Une heure près de toi) de nouveau avec Jeanette MacDonald. Yvonne Vallée étant restée à Paris pour une opération chirurgicale, il se sent libre de regarder les autres femmes. Un jour que Marlene Dietrich, habituellement distante avec les acteurs, est seule à sa table de la cafétéria des studios, Chevalier s'assoit à côté d'elle et lui dit tout le bien qu'il pense d'elle, qui est flattée. Cela constitue le début de leur amitié. Les rumeurs vont bon train les concernant, et Yvonne finit par rejoindre Chevalier à Los Angeles. Les disputes dues à son amitié avec Marlene Dietrich aboutissent à un divorce, le 18 janvier 1933, moins de six ans après leur mariage. De plus, l'amitié qu'il partage avec l'actrice se fait beaucoup moins détendue, étant au centre de l'attention à cause de ces événements, attention qui gêne Dietrich, ce qui déçoit Chevalier, bien qu'ils resteront de bons amis jusqu'à la mort de ce dernier.
À Los Angeles sont souvent organisés des dîners entre Français, où Chevalier rencontre plusieurs fois Charles Boyer, autre acteur français venu à Hollywood, qu'il a déjà applaudi à de nombreuses reprises dans des théâtres français. Une amitié franche se crée, ils se voient tous les soirs et dînent l'un chez l'autre, et Chevalier trouve en lui un confident idéal. Il est impressionné par la culture de l'acteur, que Chevalier n'a pas et qu'il envie. Charles Boyer décide de lui dresser des listes de livres à lire afin qu'il se monte une bibliothèque. À quarante-trois ans, Chevalier, qui n'avait jamais lu un livre de sa vie, se découvre une passion pour la littérature qui ne le quittera plus,.

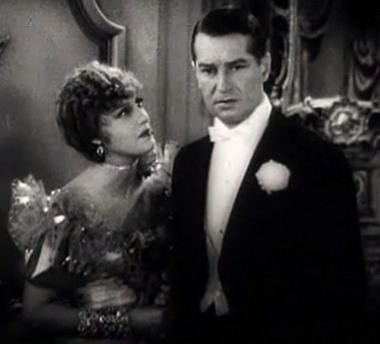
Jeanette MacDonald et Maurice Chevalier dans La Veuve joyeuse.

Chevalier tourne quelques films, comme Love Me Tonight (Aimez-moi ce soir), A Bedtime Story (Monsieur Bébé), L'Amour guide, et d'autres encore. Chaque été, il revient en France dans sa propriété de La Bocca. En janvier 1934, lui et l'actrice Kay Francis deviennent amants, leur relation ne durera pas longtemps. L'actrice mentionne, entre autres, leur histoire dans son journal intime et y raconte qu'elle devient vite sa confidente. Le 4 décembre, il pose ses empreintes de pieds et de mains devant le Grauman's Chinese Theatre de Los Angeles. Plus tôt la même année, Chevalier, qui désire avoir l'actrice Grace Moore comme partenaire à l'écran pour son prochain film, The Merry Widow (La veuve joyeuse), a une discussion enflammée avec Irving Thalberg pour la faire engager. Il est persuadé qu'elle sera une révélation mais l'homme de cinéma impose Jeanette MacDonald. Pendant le tournage, Grace Moore est propulsée au rang de célébrité nationale en jouant dans One Night of Love (Une nuit d'amour), ce qui conforte Chevalier dans l'idée que Thalberg aurait dû l'engager. Quelque temps plus tard, lors du tournage du film Folies-Bergère, Irving Thalberg le fait demander dans son bureau et lui propose de tourner un film avec Grace Moore, que la société Columbia daigne « prêter » à la MGM pour un film, à une condition : que leur nouvelle vedette soit la vedette du film, ce qui veut dire que son nom se trouverait au-dessus de celui de Chevalier sur les affiches. Ce dernier refuse, car son contrat stipule que son nom doit toujours se trouver en tête d'affiche, qui que soient les autres acteurs. Par fierté, Chevalier campe sur ses positions et lui et Thalberg ne parviennent pas à trouver de terrain d'entente malgré plusieurs entrevues. Finalement, le représentant de Chevalier lui obtient une indemnité pour rupture de contrat. Abasourdi, Chevalier fait ses bagages et quitte les États-Unis quelques jours plus tard, des propositions pour Hollywood et pour des apparitions dans des revues à New York sous le bras, dont il ne profitera pas cependant.

### 1935-1945: du retour en France à la Seconde Guerre mondiale
Rentré à Paris, la première chose que fait Maurice Chevalier est d'aller sur la tombe de sa mère, au cimetière Saint-Vincent. Puis, il se rend à La Bocca pour se reposer avant de remonter sur scène avec, déjà, de nouvelles chansons qui feront partie de ses plus grands succès telles Prosper, Quand un vicomte, Donnez-moi la main mam'zelle. Il commence par chanter à un gala de charité à Cannes, puis fait une tournée en France produite par Émile Audiffred et Felix Marouani avant de revenir au Casino de Paris sept ans après son dernier passage dans la salle. Le soir de son retour sur sa scène, il est longuement ovationné, et le public est toujours conquis. En assistant à une pièce de théâtre nommée Broadway, Chevalier aperçoit sa future compagne sur les planches : Nita Raya, âgée de dix-neuf ans. Alors qu'il s'était juré de ne plus jamais entamer de relation sérieuse, il tombe sous le charme de la jeune fille, et ces sentiments sont réciproques. Leur relation durera dix ans. Dranem venant de mourir, Chevalier est nommé président d'honneur de la maison de retraite pour anciens artistes de Ris-Orangis.
Après son engagement au Casino de Paris, Chevalier part à Londres tourner un film : The Beloved Vagabond (Le vagabond bien-aimé) et à son retour en France, tourne L'Homme du jour et Avec le sourire. Tous trois sont des insuccès et Chevalier décide de se concentrer sur la chanson. En 1937, Chevalier encourage Nita Raya à commencer à chanter sur scène et va un soir assister à un spectacle dans lequel elle officie. Avant elle passe un couple d'artistes masculins, Charles et Johnny, passablement ignoré par le public qui ne sait pas que l'un des deux hommes formant le duo est destiné à devenir une icône de la chanson française : Charles Trenet. Le lendemain, un éditeur de chansons informe Chevalier que Charles Trenet désire le rencontrer car il a une chanson à lui proposer : Y'a d'la joie. Un rendez-vous est convenu et Chevalier, d'abord peu convaincu, finit par apprécier la chanson et la crée sur la scène du Casino de Paris, c'est un succès considérable. Durant la même année, il reçoit la visite de Charles Gombault, rédacteur en chef de Paris-Soir qui lui demande d'intégrer l'équipe du journal en tant que chroniqueur, qui pense qu'il a un style d'écriture intéressant. Au début réticent, il accepte et écrira des articles pour le quotidien jusqu'à l'Occupation. Grâce à cette expérience, il se découvre un goût pour l'écriture qui ne se démentira jamais.
Les mois passent, et Chevalier oscille entre tours de chant au Casino et tournées en Europe accompagné de Nita Raya. C'est une période de félicité professionnelle et personnelle pour le couple, mais l'Allemagne ne laisse personne indifférent, pas même Chevalier qui ne se soucie pourtant habituellement jamais de la politique. L'été 1939 arrive et, malgré l'angoisse ambiante, Chevalier est persuadé qu'Hitler ne fera rien. Le 1er septembre, alors qu'il dîne chez le duc et la duchesse de Windsor à Cagnes-sur-Mer, la tablée apprend l'invasion de la Pologne par l'Allemagne, ce qui implicitement scelle l'implication de l'Angleterre et de la France dans le conflit. Le dîner est abrégé et Maurice et Nita prennent la décision de rentrer à Paris, croisant en chemin des troupes se dirigeant vers la frontière italienne.
Avec le concours d'Henri Varna, Chevalier décide de faire monter rapidement un spectacle de music-hall avec Joséphine Baker pour partager la vedette. Avant que le spectacle ne soit au point, Maurice Chevalier et Joséphine Baker partent en représentation au front. Ils chantent à Metz, à Thionville et pour quelques unités des environs. Chevalier a un nouveau succès à son répertoire, représentatif de la situation cocasse que constitue la drôle de guerre : Ça fait d'excellents Français. Ils rentrent ensuite à Paris et font rouvrir le Casino de Paris pour y lancer le spectacle. Les représentations suivent leur cours durant l'hiver, et sans les journées ponctuées de fausses alertes aux bombardements et les nuits sans lumières, rien ne laisse transparaître que le pays est en guerre. Toutefois, tout change lorsque l'offensive allemande commence, le 10 mai 1940 et Chevalier peut mesurer l'avancée de l'armée allemande en se fondant sur la disparition graduelle du public du Casino, soir après soir. Maurice Chevalier et Nita Raya font partir les parents de cette dernière, juifs, pour Arcachon. Le 20 mai, il ne reste plus qu'une poignée de personnes dans l'assistance. La salle finit par fermer à la fin du mois de mai de par le manque d'artistes et de public. Le couple décide de prendre la route pour rejoindre un couple d'amis danseurs, Jean Myrio et Desha Delteil, en Dordogne, près de Mauzac, faute de pouvoir rejoindre leur propriété de La Bocca qui a été réquisitionnée par l'aviation française. La maison héberge le couple, Joë Bridge, Maryse Marly, Félix Paquet et sa femme (secrétaires de Chevalier), les parents de Nita, Desha, une servante et la mère de Jean Myrio, ce dernier est absent car mobilisé. La maison n'a pas l'électricité ni l'eau courante, et on se tient au courant des actualités à l'aide d'une vieille radio à piles, par laquelle on apprend l'avancée inexorable des forces allemandes, puis la prise de Paris par l'Allemagne. Le 17 juin, le maréchal Pétain annonce la demande d'armistice de la France. Ayant appris que la maison de Maurice est libre, tous partent pour Cannes le 14 juillet et se réinstallent à La Bocca. Des hommes de théâtre importants, mandatés pour chercher à ramener les vedettes françaises à Paris, tentent de convaincre Chevalier de remonter sur scène. Celui-ci refuse, voulant rester en zone libre et protéger son groupe, dont certains membres, tels Nita Raya et sa famille, sont en danger. En outre, de très nombreuses propositions pour du travail en Amérique lui sont envoyées. Charles Boyer tente de le convaincre de quitter la France mais Chevalier reste catégorique, arguant que « quand la mère est malade, ses fils ne doivent pas partir. ».
Souhaitant néanmoins reprendre les tours de chant, il commence à répéter avec un jeune pianiste niçois, Henri Betti, qui restera son accompagnateur jusqu'en 1945, afin de chanter dans plusieurs villes et villages de province, ainsi que lors de galas de bienfaisance au profit des prisonniers et du Secours national. Pour la première fois de sa carrière, parce qu'il manque de nouvelles chansons et parce qu'il n'a pas d'auteur sous la main, Chevalier décide de commencer à écrire ses propres chansons en 1941, dont Henri Betti signe la musique. Une partie du texte de l'une d'elles, intitulée Notre espoir, laisse penser à une critique de l'Occupation :

« Un poète aurait trouvé les mots qu'il faut
Qui auraient rimé ses vœux d'espérance
Moi mon espoir c'est qu'le ciel redevienne beau
Et qu'on chante en paix dans notre vieille France. »

Une partie du refrain de la chanson, constitué d'onomatopées, vaut à Chevalier d'être convoqué à la Kommandantur après avoir soumis le texte à la censure allemande, l'occupant croyant que ces onomatopées ne soient une sorte de code des services secrets. La chanson finit par être acceptée cependant.

L'antisémitisme se fait de plus en plus palpable en zone libre à l'égard d'artistes israélites, avec lesquels Maurice Chevalier n'hésite pas à se montrer néanmoins. En 1941, des journaux et des artistes de Paris attaquent Chevalier, lui reprochant de bouder la capitale et de rester dans le Midi « avec ses juifs ». Il ne démord pas pour autant et reste en zone libre, jusqu'en septembre, où il consent finalement à passer quelques semaines seulement à Paris. Il est l'un des tout derniers artistes à rallier la capitale. Il arrive le 2 septembre 1941 à la Gare de Lyon et est accueilli par des journalistes, des photographes et une foule compacte. Radio-Paris lui tend un micro, dans lequel Chevalier exprime son émotion et sa joie de retrouver les Parisiens, puis il quitte la gare pour reprendre possession de son appartement boulevard de Courcelles. Lors de son séjour à Paris, un journaliste du Petit Parisien lui demande ce qu'il pense du maréchal Pétain, alors que Chevalier avait signifié expressément à tous les journalistes qu'il ne désirait pas de questions liées à la politique. Pris de court, Chevalier dit qu'il est contre la guerre et que les choses seraient meilleures s'il y avait plus de compréhension entre les peuples. Chevalier pense avoir évité le pire, mais deux jours après, l'un des articles de la une du Petit Parisien du 15 septembre 1941 titre : 

« Le populaire Maurice Chevalier qui va chanter en France occupée nous dit qu'il souhaite la collaboration entre les peuples français et allemand. »

— Maurice Chevalier, le chéri de ces dames (2012), page 89
Maurice Chevalier, effaré que ses propos aient été déformés, reçoit la visite du journaliste l'ayant interviewé deux jours plus tôt et ce dernier lui assure qu'il s'agit de l'œuvre du rédacteur en chef et de la propagande allemande. Avec l'aide de journalistes amis, Chevalier fait paraître un démenti dans le journal Comœdia en prenant soin de ne pas heurter les autorités et ainsi éviter les ennuis. Cependant, ce journal n'a qu'un très faible lectorat, le mal est fait. Chevalier redébute au Casino de Paris, dans lequel il chante huit semaines durant pour un public composé de Parisiens et d'officiers allemands, auxquels il est impossible de refuser l'entrée. En parallèle, on lui demande d'animer des émissions sur Radio-Paris de 13 h à 13 h 45. Il accepte pour quelques semaines, clamant qu'il doit bientôt retourner dans le Midi, sachant pertinemment qu'un refus catégorique lui vaudrait des ennuis de la part de l'occupant.

« Je pense m'en être tiré intelligemment. Ne pas les mettre en boule contre moi, tout en faisant comprendre aux Français, par mon court séjour à Paris, que je ne fais que ce qui est absolument obligatoire. »

Les émissions se révèlent entrecoupées de messages du régime nazi, ce qui, pernicieusement, lie le chanteur à ces messages dont il ne connaît pas la teneur.
Un matin, durant ses huit semaines de représentations, le journaliste Louis Chauvet vient le voir à son appartement et lui fait savoir qu'un éditeur aimerait éditer ses mémoires. Stupéfait et peu confiant quant à ses capacités, il consent néanmoins à s'essayer à la rédaction d'un livre lors d'un de ses séjours dans sa propriété du Midi.
Peu après, les autorités allemandes lui demandent d'aller chanter dans les camps de prisonniers et kommandos de travailleurs volontaires français, où il est apparemment demandé. On lui suggère de chanter à la Scala de Berlin, mais Chevalier refuse toutes ces offres. Il finit par accepter d'aller chanter deux fois au camp d'Altengrabow, où il a été lui-même prisonnier lors de la Première Guerre mondiale. Il refuse tout cachet mais demande que dix prisonniers de Belleville et de Ménilmontant soient libérés en échange de sa prestation. Il demande en outre qu'aucune publicité ne soit faite concernant ce voyage. Il arrive le 26 novembre 1941 accompagné d'Henri Betti et repart le lendemain. Quelques jours après son retour, les journaux français commencent à consacrer de longs articles à son passage en Allemagne, aucun ne mentionne la libération des prisonniers et le fait qu'il n'avait chanté que dans un endroit. Des rumeurs de tournée des camps et des villes d'Allemagne se font entendre et un quotidien londonien le qualifie de pro-nazi. Rentré à Cannes, Maurice Chevalier et Henri Betti reprennent les tournées des villages de zone libre et le chanteur s'aperçoit avec soulagement que la propagande n'a en rien changé les sentiments de la population à son égard. Le 24 août 1942, l'hebdomadaire américain Life publie en page 86 une liste d'individus présentés comme des collaborateurs qui devraient être exécutés, ou du moins jugés. Parmi eux, le nom de Chevalier est cité,.

En septembre 1942, le Casino de Paris est menacé de fermeture et d'être transformé en cinéma à la disposition des soldats de la Wehrmacht si les spectacles ne sont pas maintenus. Henri Varna, son directeur, fait appel à Chevalier afin qu'il revienne y chanter et ainsi éviter la perte de son établissement. Chevalier accepte et co-écrit la chanson Pour toi, Paris avec le gérant de la salle. Les paroles se font résolument porteuses d'un espoir de fin de l'Occupation : 

« Il arrivera que notre beau Paname
Retrouvera son éclat, sa beauté
C'est pour cet idéal, cette oriflamme
Que tous les Parisiens se joignent pour penser
Pour toi, Paris !
Pour la route qu'avec toi on a suivie !
Pour toi, Paris !
Pour la peine que pour toi on a subie !
Pour toi, Paris !
Pour attendre le soleil après la pluie ! »

Cette chanson donne son nom à la revue du Casino de Paris durant laquelle Chevalier chante jusqu'au début du mois de décembre. En plus de Pour toi, Paris, et pour doter la revue de quelques chansons, il en écrit deux : Loulou, La Polka des Barbus et en co-écrit deux autres : C'est une petite môme (qu'elle est trop belle) et la célèbre Marche de Ménilmontant. Après son engagement, Chevalier prend la décision de ne plus chanter sur une scène parisienne avant la libération de la France et après une courte tournée en zone sud, décide de cesser toute activité musicale au début de l'année 1943. Néanmoins, les autorités le sollicitent sans cesse afin qu'il chante lors de nombreuses occasions. Il refuse tout systématiquement et prétexte être très malade. De peur que la Gestapo ne vienne le chercher de force, Maurice Chevalier et Nita Raya font cacher dans un quartier retiré de Nice les parents de cette dernière, auxquels Maurice obtient des faux papiers. Une enquête concernant Nita Raya est ordonnée en rapport avec ses origines juives, et des rumeurs annonçant un possible examen de Chevalier par des médecins allemands courent. Malgré tout, il ne cède pas aux pressions. Ne voulant pas rester inactif pour autant, il se lance dans la rédaction du premier tome de ses mémoires intitulés Ma route et mes chansons. Au total, il en publiera dix volumes. Vers la fin de l'année 1943, Maurice fait la connaissance de son voisin et nouvel ami René Laporte, écrivain et journaliste résistant, qui lui signifie que ses passages sur Radio-Paris pourraient lui valoir d'être enlevé par l'Armée secrète.

Le 12 février 1944, il écoute Radio Londres, et plus particulièrement Pierre Dac, qui jusqu'à maintenant l'amuse toujours en fustigeant les collaborateurs notoires et le régime nazi. Ce soir-là, alors que le chansonnier énonce une liste de « mauvais Français », il cite le nom de Chevalier. Pierre Dac qualifie les susnommés de collaborateurs, et les menace à l'antenne : 

« Vous êtes repérés, catalogués, étiquetés. Quoi que vous fassiez, on finira par vous retrouver. Vous serez verdâtres, la sueur coulera sur votre front et dans votre dos ; on vous emmènera et, quelques jours plus tard, vous ne serez plus qu'un tout petit tas d'immondices. »

René Laporte entend cette accusation et s'empresse d'avertir Pierre Dac que Maurice Chevalier n'est en rien un collaborateur. Francis Leenhardt, nom important de la Résistance, appuie la déclaration du poète, et l'acteur René Lefèvre achève d'innocenter Chevalier aux yeux de Dac en lui apportant également son soutien. Ce dernier cesse alors toute accusation mais ne diffuse pas d'erratum concernant ces allégations pour autant. Bouleversé et pour plus de sécurité, Maurice Chevalier décide de quitter La Bocca avec son entourage et retourne à Mauzac chez Jean Myrio et Desha Delteil. Les parents de Nita sont envoyés chez des parents de Jean Myrio. Chevalier craint que la Résistance ne s'en prenne à lui, mais décide de se rendre seul à Paris début avril afin de se fournir en faux certificats médicaux, malgré les contre-indications de ses amis qui craignent que la Résistance ou l'Allemagne ne décide de le chercher. Au passage, il enregistre deux chansons : La Fête à Neu-Neu et La leçon de piano. Les documents en poche, il quitte Paris et rejoint les siens. Le 27 mai 1944, un tribunal spécial se réunit à Alger et le condamne à mort par contumace.
Le 6 juin 1944, le débarquement est annoncé à la radio et un vent de révolte soulève la Dordogne. Maurice Chevalier et son secrétaire, Félix Paquet, descendent en ville afin de se rendre à la poste et y écouter la radio. Ils sont vite rattrapés par un homme et une femme qui leur font savoir que des maquisards sont à leur recherche afin de les fusiller. Chevalier décide de se réfugier chez les Delemarre, des amis artistes habitant Cadouin et demande aux deux préveneurs de faire savoir à Nita Raya qu'ils ne rentreront pas. Nita et la femme de Félix Paquet finissent par les rejoindre. Ensemble, ils passent plusieurs semaines cloîtrés dans la maison, avec la peur que les Allemands ou que la Résistance ne les retrouve. En août, des journaux nationaux et mondiaux annoncent sa mort, pris à partie par des maquisards. Le 14 septembre, trois hommes armés pénètrent en voiture dans la propriété et exigent, mitraillettes à la main, que Chevalier leur soit remis. Ne voulant pas que ses hôtes soient blessés, il se montre et est emmené pour être interrogé à Périgueux.
Arrivés à Périgueux, il est mené au troisième étage d'une maison où l'attend un commandant de la Résistance, lui aussi originaire de Ménilmontant. Devant les explications de Chevalier, son attitude se détend et il lui fait signer une déposition. Il croit en avoir terminé, mais son interrogatoire ne fait que commencer. Un homme de très grande taille, surnommé « Doublemètre » qui est André Urbanovitch, entre dans la pièce afin de procéder à l'interrogatoire de l'artiste. Ce dernier a à subir la haine que l'officier ressent pour lui, qui déplore le fait qu'il soit trop tard pour fusiller Chevalier et qui tente de tourner sa déposition en sa défaveur. Chevalier étant une célébrité, l'interrogatoire doit cependant se faire de façon réglementaire malgré l'attitude de Doublemètre et, au terme de l'entrevue, il est raccompagné à Cadouin. Le lendemain, Nita Raya revient de Toulouse avec ordre de René Laporte de le ramener urgemment à Toulouse en compagnie de deux résistants. Là-bas, il est logé chez une parente de René Laporte, par mesure de sécurité, jusqu'à ce qu'il soit totalement innocenté. Cloîtré dans l'appartement, il contacte son manager, Max Ruppa, afin de lui décrire sa situation. Ce dernier décide de contacter le correspondant de guerre britannique du Daily Express, Basil Cardew, afin qu'il récolte la version des faits de Chevalier. Celui-ci accepte et se rend à Toulouse, accompagné de quelques aviateurs anglais, auxquels Chevalier se confie pendant quatre heures quant à ses agissements sous l'Occupation. L'article de presse découlant de cette entrevue fait beaucoup pour le réhabiliter aux yeux de l'opinion publique.
Un matin, René Laporte mène Pierre Dac à la cachette de Chevalier, désireux d'innocenter ce dernier. À sa vue, le chanteur éclate en sanglots et les deux hommes finissent par s'expliquer. Au terme de la rencontre, Chevalier rédige une déclaration que le résistant ira lui-même porter devant le Comité d'épuration national dans le but d'y plaider en sa faveur.

Trois jours après son échange avec Dac, Max Ruppa retourne voir Chevalier avec des aviateurs anglais et un officier opérateur des Paramount News dans le but de le ramener chez lui à Paris, pour l'y filmer en train de s'expliquer concernant les rumeurs qui ont circulé à son sujet, afin de diffuser son témoignage direct dans des cinémas. Ayant appris son arrivée à Paris, le poète Louis Aragon publie le 9 octobre un article dans le quotidien communiste Ce soir dans lequel il prend sa défense, clamant qu'il était une cible facile pour la propagande pour ainsi instiguer le doute dans l'esprit des Français. Le poète appelle le chanteur à participer à un rassemblement de cent cinquante mille personnes au cimetière du Père-Lachaise, devant le Mur des Fédérés, ce qu'il accepte. La foule lui fait un triomphe sans précédent. Convoqué par la police judiciaire du 36, quai des Orfèvres, il s'explique devant un comité amical et quitte les lieux blanchi à leurs yeux. Des journalistes l'accablent de critiques, auxquelles il préfère ne pas prêter attention : 

« Certains journalistes redoublent leurs attaques. […] De quoi m'accuse-t-on, en résumé ? De choses que les vrais Français ne retiennent pas. Que je croyais à Pétain au début de son règne. Qui n'y croyait pas ? Je vous le demande, chez nous, et même ailleurs, puisque des ambassadeurs d'Amérique, de Russie, et de partout, le voyaient intimement, chaque jour, à Vichy. Que j'ai chanté onze fois à Radio-Paris, en quatre ans. Alors qu'on insistait pour que je chante hebdomadairement. Que serait-il arrivé si j'avais refusé catégoriquement ? Vous le savez aussi bien que moi : une visite un matin, de très bonne heure. Moi et ma petite famille envoyés Dieu sait où ! »

Après cela, Henri Betti le rejoint à Paris où tous deux recommencent à répéter. Chevalier remonte sur scène pour la première fois en presque deux ans devant son ancien régiment : le 31e d'infanterie de Melun, composé de maquisards engagés. Il est acclamé. Puis, il chante devant les troupes américaines à Paris, où il est convoqué par le comité d'épuration le premier décembre. Dac se présente également devant le comité quelque temps plus tard et Maurice Chevalier se voit complètement innocenté. Il reprend alors pleinement sa carrière scénique et chante pour la fête des midinettes au palais de Chaillot, puis, le même soir, au Luna Park de Paris, devant quinze mille personnes qui le plébiscitent extraordinairement. Après cela, lui comme bien d'autres artistes commencent à chanter à de nombreuses soirées de bienfaisance au bénéfice d’œuvres variées, dans lesquelles il préfère chanter gratuitement. Il finit par remonter sur la scène du Casino de Paris et triomphe. Très demandé, il se produit à Nice, Cannes, Marseille, où les partis socialiste et communiste, et même la marine américaine le font demander. Jack Hylton lui propose un contrat de huit semaines de représentations à Londres, mais l'Angleterre lui refuse un visa car ce dernier est refusé à tout étranger ne venant pour l'effort de guerre, celle-ci n'étant pas encore terminée. Chevalier, déçu, part ensuite pour Lyon avec l'aide de Jo Darlays qui l'a invité, lequel après-guerre a orienté son tour de chant avec les titres de Maurice, et Maurice y teste, pour quatorze récitals, sa nouvelle formule : seul en scène avec un pianiste pour tout accompagnement, les Lyonnais connaissent de la sorte déjà une sympathie par sa musique, que Jo déverse avec facilité, car ancien résistant et ami de Pierre Dac. La critique et le public sont conquis. Ayant été désireux depuis longtemps de dépouiller au maximum ses prestations scéniques, l'accueil critique et populaire réservé à ce qui ne s'appelle pas encore un one-man-show conforte le chanteur dans son rêve de continuer sur cette voie. Le reste de sa tournée, un moment après guerre, se poursuivra en suivant cette formule et, sa carrière allant, la grande majorité du reste des concerts de Maurice, seront des one-man-shows. Depuis, Jo signera ses galas avec sa troupe avec -'s- à son nom et ajoutera comme motif publicitaire "Jo Darlay's du petit casino" pour faire penser au 'grand' Casino de Paris de Maurice et rappeler leurs aventures et leurs canotiers (sans savoir que le Petit Casino à Paris, existe et est une salle grande comme un appartement...).
Fin mars 1945, avant, il enregistre la chanson Fleur de Paris, véritable hymne au rassemblement des Français, ce qui achève de redorer complètement son blason après les polémiques qui l'ont affecté durant l'Occupation. Maurice Chevalier a amorcé ainsi un nouveau départ dans sa carrière.
Poursuivant celle-ci, il est engagé dans ces mois là pour chanter deux soirs à l'Opéra-comique, puis débute sur la scène de l'ABC le 4 mai 1945. Son tour de chant reçoit un accueil phénoménal dans les salles où il se produit et les places pour ses représentations s'arrachent.
Sa vie personnelle est toutefois moins couronnée de succès, car sa relation avec Nita Raya s'étiole et prend fin après dix années de vie commune.
Il chante ensuite à une soirée de bienfaisance en Dordogne, et commence à écrire son journal intime le 28 août 1945. Ainsi, à compter de la moitié du troisième tome, le reste de ses mémoires n'est plus un récit de sa vie mais le contenu de son journal intime publié livre par livre.

### 1945-1968: un succès établi
Au mois de septembre, il se produit à l'Antipolis Théâtre d'Antibes pour l'association d'anciens prisonniers 1939-1945, puis part pour une tournée en Belgique au mois de novembre, où son succès ne se dément pas. Il se produit ensuite à l'ABC en décembre. Il multiplie les représentations et, en juin 1946, son éditeur René Julliard fait envoyer les premiers exemplaires du premier volume de ses mémoires, La Louque à des critiques francophones. Craignant une mauvaise réception, Chevalier est cependant qualifié de « Dickens à l'état sauvage » par un critique. Une réception est organisée au cours de laquelle il rencontre des critiques, écrivains et journalistes au sujet de son livre, et ce dernier est complimenté par l'assistance. L'ouvrage est publié le 5 septembre 1946 et est une réussite critique et commerciale. Dans sa chronique littéraire dans le Figaro, la critique de Jean Blanzat se fait approbative : 

« S'il est rare de voir un artiste célèbre aussi naturellement à l'aise dans un autre art que le sien, il est plus rare encore de voir un écrivain à l'aise devant son sujet lorsque ce sujet est sa propre vie. Voilà sans doute ce qui frappe le plus dans ses mémoires. »

Le 31 juillet 1946, il reçoit un télégramme du réalisateur René Clair, qui lui propose de tenir le rôle principal de son prochain film : Le silence est d'or, ce qu'il accepte. Ce rôle différera de ce qu'il a eu l'habitude d'interpréter, car il endossera le rôle d'un homme d'âge mûr éconduit par la jeune fille dont il est amoureux.

« J'ai confiance car je suis dans la logique et la vérité. Un homme de cinquante-huit ans est, de toutes les manières, un homme de cinquante-huit ans. J'ai été le plus jeune des jeunes, puis le représentant des jeunes, puis le plus vieux des jeunes. Je serai, si Dieu le veut, le plus jeune des vieux. »

Il se produit aux Pays-Bas et en Suède puis commence le tournage du film en fin d'année. En outre, il entame une relation avec une nouvelle compagne : l'actrice Jacqueline Noëlle.
Après douze années d'absence sur le territoire américain, Chevalier part en mars 1947 pour une tournée aux États-Unis où il n'a rien perdu de sa célébrité. D'abord censé rester à l'affiche de Broadway pour seulement trois semaines, il y reste deux mois et demi devant l'affluence et les critiques élogieuses. Au passage, il enregistre son premier album à New York, Maurice Chevalier Returns, le 21 et 22 avril. Il constitue un ensemble de 4 disques 78 tours réunis en un coffret.
Après New York, Maurice Chevalier part en tournée au Canada, puis au Luxembourg, d'où il apprend que Le silence est d'or a obtenu le Premier prix du Festival de Bruxelles, où il se rend immédiatement pour remercier le jury. Le film obtient également le Léopard d'or du Festival de Locarno, le prix Méliès de la critique, et est sélectionné au Festival de Cannes. De son côté, Chevalier reçoit pour la première fois une récompense pour un de ses rôles au cinéma : le Premier prix d'Interprétation masculine du Festival de Locarno. Le film est un succès,. De plus, devant le succès de sa tournée en Amérique du Nord, il signe à nouveau pour une tournée longue de huit mois. Maurice Chevalier ne rentre en France qu'en mai 1948. Entretemps, le deuxième tome de ses mémoires est publié le 1er juin.

Cette tournée américaine triomphale s'achève à New York, où le maire lui remet la clé de la ville sur scène et où de grandes vedettes américaines le rejoignent également sur scène pour lui souhaiter bon voyage. Ed Sullivan, alors journaliste, le qualifie devant toute la salle de « meilleur entertainer que New York ait jamais vu et entendu ». Après quoi, Maurice Chevalier part pour une tournée au Canada avant de rentrer en France. Ces deux tournées constituent un véritable tour de force : 

« Les résultats moraux de ma réussite américaine et canadienne sont immenses et je ne me suis jamais senti si haut dans l'estime populaire. »

Rentré en France, il en profite pour assister à de nombreux spectacles dont un récital d'Henri Salvador qu'il juge talentueux. Il multiplie également les dîners entre personnalités artistiques et rencontre Jean-Paul Sartre qui lui demande de lui faire parvenir ses livres dédicacés. Peu après, il chante devant le président Vincent Auriol et les membres du gouvernement au ministère de la Justice. Du 15 au 16 juillet, il assiste au Tour de France depuis la caravane, de Cannes à Aix-les-Bains. Déjà, il réfléchit à quitter la scène, mais il ne descendra des planches que vingt ans plus tard : 

« Les gens ne veulent jamais me croire lorsque je les assure que je quitterai bientôt la scène […]. J'ai beau leur expliquer que le récital nécessite des forces physiques qui, après soixante ans, vous abandonnent petit à petit. […] Ils jurent que je ne pourrai pas me passer de cette drogue que représente l'applaudissement de tous les soirs. […] Non… Je quitterai tout cela, de plein cœur, de pleine raison. »

Pourtant, en 1971, il tentera de se donner la mort, abattu par l'ennui et le manque du public.
En février 1949, il commence une série hebdomadaire d'émissions radiophoniques diffusée en syndication aux États-Unis par la RTF intitulée This is Paris, dans laquelle il tient le rôle d'animateur et de chanteur. L'émission durera plusieurs mois. La même année, il a le rôle principal du film Le Roi et co-signe trois chansons du film, à savoir Bouquet de Paris, La barbe et La cachucha, et écrit intégralement les paroles d'une autre : C'est fini. Sa compagne Jacqueline Noëlle joue également dans le film, mais ils rompent très peu de temps après sa sortie. Celle-ci ira d'ailleurs se confier sur sa relation dans un article de l'hebdomadaire Samedi Soir du 24 septembre 1949.
Début 1950, son frère Paul, qui a perdu sa seconde épouse quelques mois auparavant, vient habiter à La Louque. La même année, le personnage de sa chanson Ma pomme est adapté au cinéma dans un film homonyme dans lequel il incarne le-dit personnage. Pour l'occasion, il co-écrit deux titres de la bande son : Clodo sérénade et T'en fais pas fiston.
Alors que lui et l'équipe fêtent la fin du tournage, un technicien lui tend une pétition, il s'agit de l'appel de Stockholm, opposé à l'armement nucléaire. Lui comme de nombreuses personnalités accepte de signer, ce qui lui vaudra des représailles de la part des États-Unis. Entretemps, il noue une profonde amitié avec la chanteuse Patachou, alors au début de sa carrière. Devant la démocratisation de la télévision, Billy Rose appelle Maurice et lui propose de faire ses débuts à la télévision américaine pour treize semaines en 1951. Par ailleurs, son jubilé scénique est fêté dans les caves de Moët et Chandon à Épernay, et rassemble neuf cents convives célèbres.
À la fin de l'année, son manager Max Ruppa étant atteint d'une leucémie, Maurice Chevalier choisit le jeune François Vals, qu'il a rencontré neuf ans plus tôt, pour le remplacer dans cette tâche, ce qu'il accepte. Il restera son manager jusqu'à la fin de sa vie. Max Ruppa décède le 26 mai 1952 dans le premier arrondissement de Paris.

Après un début en demi-teinte, son film Ma pomme finit par attirer de nombreux spectateurs début 1951. Puis, il part pour une tournée en Amérique du Nord avec son pianiste, Fred Freed et sa femme, ainsi que Patachou et son mari depuis Liverpool jusqu'à Montréal sur le paquebot Empress of Canada. Peu avant d'arriver au Québec, le commandant du navire le fait demander et l'informe qu'il a reçu un télégramme des États-Unis, en plein maccarthysme, qui stipule qu'en vertu d'une nouvelle loi sur les suspects politiques, le pays refuse de lui accorder un visa nécessaire pour entrer sur le sol américain. Sa tournée des États-Unis, ses apparitions à la télévision et le film qu'il devait tourner avec Marlene Dietrich sont donc annulés, la raison étant qu'il a signé l'appel de Stockholm. Déçu, il ne se décourage pas néanmoins : 

« La gifle que l'Amérique me donne au su du monde entier, me résonne sur la joue, mais non dans le cœur. »

Sa tournée canadienne terminée, il remplace sa tournée des États-Unis par une tournée en Amérique du Sud et rentre en France à la fin du mois d'août. Il donne également quelques concerts en Égypte, au Liban et en Turquie. Vers la fin de l'année, sur leur commande, le sculpteur Henri Blattès grave pour les frères Chevalier un buste de leur mère, « la Louque », sur lequel Chevalier fait graver : « La Louque partout grâce à Dieu ». Tout au long de cette année, il enregistre ses premières chansons sur disque microsillon dont huit feront partie de son premier 33 tours, Maurice Chevalier chante ses derniers succès, qui sera commercialisé l'année suivante.
En janvier 1952, il repart en tournée, et chante à Marseille et en Espagne où il n'a pas chanté depuis vingt-sept ans. Après ces concerts, son ami Albert Willemetz qui habite Marnes-la-Coquette, à quelques kilomètres de Paris, lui signifie qu'une vaste propriété voisine de la sienne est à vendre. Il s'y rend et en fait l'acquisition. La propriété, du nom de « Le castel des rois », ayant appartenu au philanthrope Richard Wallace,, est renommée « La Louque », comme son domaine du Midi, dont il fait don à la SACEM à la fin de l'année. Après deux mois de travaux, il y installe son entourage ainsi qu'une compagne, Janie Michels, jeune mère et peintre belge d'une trentaine d'années, qui passe le plus clair de son temps dans un pavillon annexe et qui attise son goût pour la peinture. Au cours de l'année, il tient le rôle principal de la revue Plein-feu au théâtre de l'Empire pour laquelle il écrit et compose une chanson homonyme. Le spectacle est un succès. C'est durant cette revue qu'il est amené à partager la scène l'espace d'une chanson avec la femme qui des années plus tard deviendra sa dernière compagne : Odette Meslier, alors danseuse. Au printemps, lors d'une vente de livres de la Société des auteurs et compositeurs dramatiques au bénéfice d’œuvres de charité, Maurice Chevalier est l'auteur qui totalise le plus de ventes de livres et est dûment encouragé par le public à continuer d'écrire. À l'occasion de la vente de livres annuelle au profit des œuvres de l'Association des écrivains combattants, il est parmi les plus plébiscités avec Maurice Herzog. L'été venu, il fait bâtir une scène de théâtre en plein air sur son terrain et caresse l'envie d'y présenter un jour des spectacles. Durant l'automne, il chante pour la première fois de sa carrière dans des villes allemandes, n'ayant auparavant chanté qu'au camp de prisonniers d'Altengrabow durant sa détention pendant la Première Guerre mondiale et à la fin de l'année 1941. Il se produit à Hambourg, Francfort et Berlin. Après sa courte tournée allemande, il passe par quelques villes telles Stockholm et Copenhague en octobre puis part pour Londres où il chante pendant quatre semaines au London Hippodrome puis au Prince's Theatre. À la demande de la reine Élisabeth II et du prince Phillip, il obtient le privilège de figurer sur la liste des artistes qui se produiront lors de la Royal Variety Performance au London Palladium, en présence de la reine, du prince et de la princesse Margaret, le 3 novembre. Quelques jours plus tard, il a l'occasion de rechanter pour une cinquantaine de membres de la royauté britannique, dont la reine, dans un cadre plus intimiste et est très affectueusement reçu.

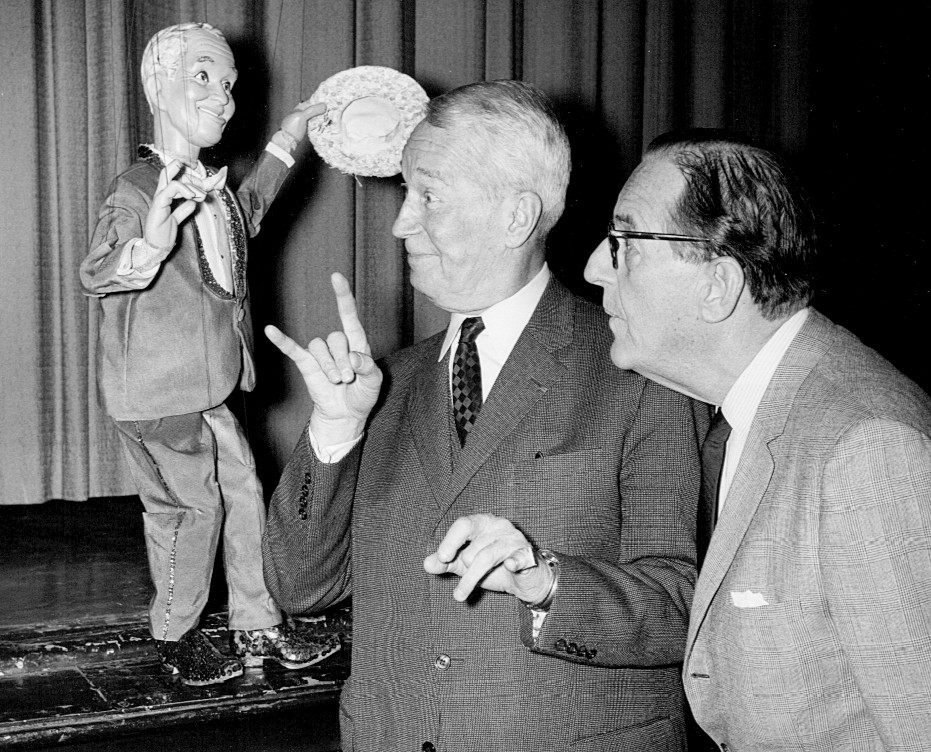
Avec sa marionnette en 1964

Il va même jusqu'à s'illustrer dans les années 1960 dans un genre inattendu, le twist, avec Le Twist du canotier, enregistré avec le groupe rock français Les Chaussettes noires dont le chanteur est Eddy Mitchell. À cette époque, il parraine également dès 1966 la jeune carrière de Mireille Mathieu qui deviendra très vite une vedette internationale.
De sa seconde moitié de carrière cinématographique, il faut remarquer son passage chez René Clair (Le silence est d'or) en 1947, Ariane de Billy Wilder avec Gary Cooper et Audrey Hepburn, la comédie musicale Gigi de Vincente Minnelli en 1958 (film aux 9 Oscars, dont il enregistre sur disque 33 tours une version française avec Sacha Distel, Jane Marken et Marie-France, et 3 Golden Globe Awards), et sa participation à l'adaptation américaine de la trilogie de Marcel Pagnol : Fanny de Joshua Logan en 1961, dans lequel il interprète le rôle de Panisse. C'est au cours de ses tournées qu'il invente le one-man-show en 1948.
Il fut déclaré dangereux pour la sécurité des États-Unis et de ce fait interdit d'entrée sur leur territoire de 1951 à 1955 pour avoir signé l'appel de Stockholm contre l'armement nucléaire.

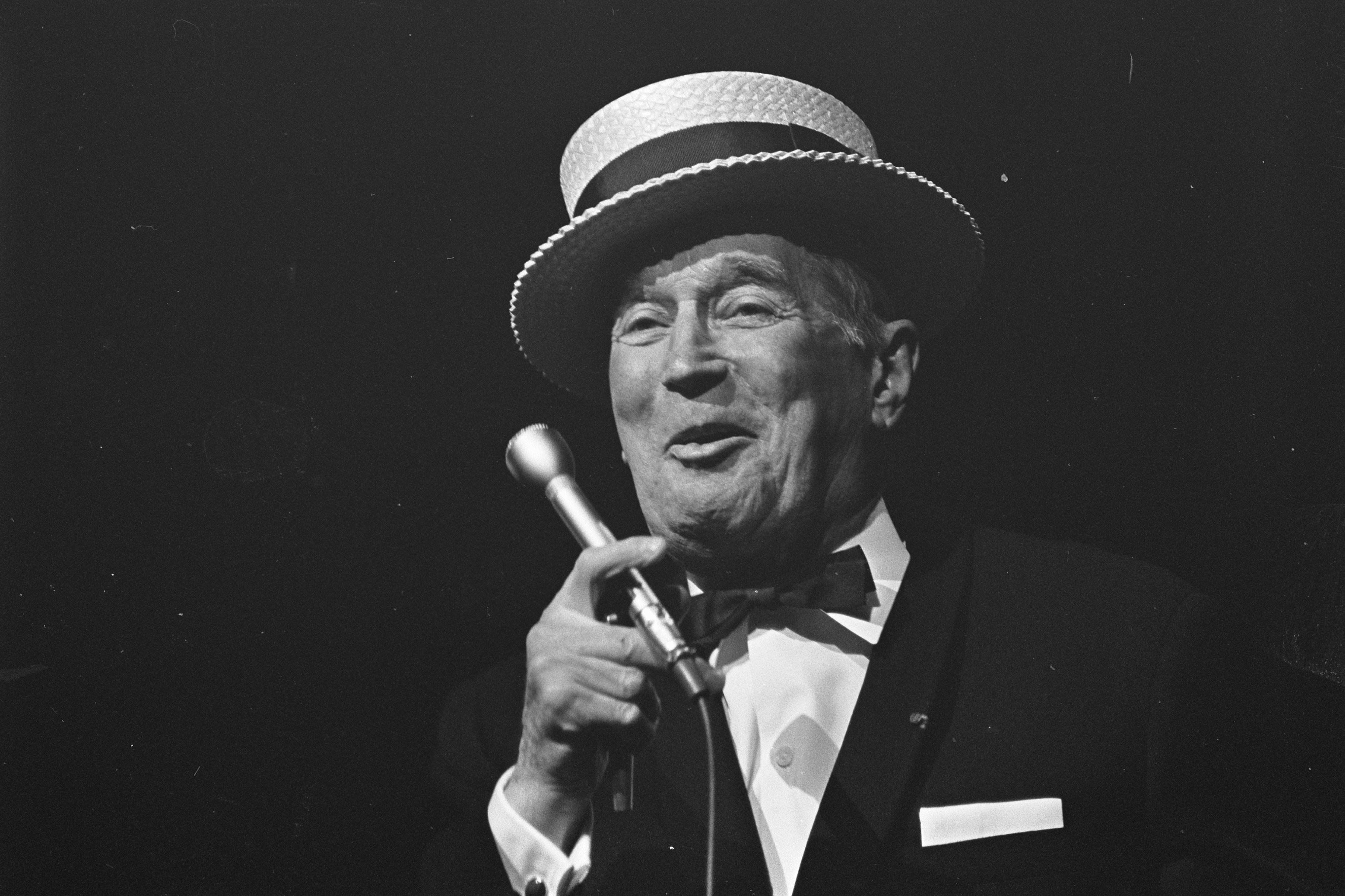
Maurice Chevalier à Amsterdam lors de son dernier concert aux Pays-Bas le 9 février 1968 en musique.

Il se produira en 1956 à Paris, à l'Alhambra (Paris) rebaptisé l'Alhambra-Maurice Chevalier, et fera passer en première partie un orchestre iconoclaste dirigé par son jeune arrangeur talentueux de l'époque, Michel Legrand.
Il enregistre un duo avec Les chaussettes noires et un autre avec Gigliola Cinquetti.
En septembre 1966, il enregistre une version française de Yellow Submarine des Beatles intitulée Le Sous-marin vert. Interviewé à cette occasion, il dit n'avoir jamais rencontré les membres du groupe mais déclare les admirer.
En 1967, Maurice Chevalier décide de mettre un terme à sa carrière et entame une tournée d'adieux à travers le monde. Le succès est au rendez-vous partout où il passe, dans près de vingt pays dont le Canada, la Suède, l'Angleterre, l'Espagne, l'Argentine et les États-Unis, où il reçoit un Tony Award spécial, venant couronner sa prestigieuse carrière. Il termine sa tournée à Paris, au théâtre des Champs-Élysées, où il se produit à guichets fermés du 1er au 20 octobre 1968.

### 1968-1972: dernières années
L'année suivante, il est honoré par Charles Percy lors d'une séance au Sénat américain, et le réalisateur Wolfgang Reitherman lui demande d'interpréter la chanson du film Les Aristochats, ce que Chevalier accepte de faire, en français et en anglais, par amitié pour Walt Disney,, mort quelques années plus tôt. Il reçoit à Cannes un trophée MIDEM pour célébrer ses 68 ans de carrière et publie le dernier tome de ses Mémoires, Môme à cheveux blancs.

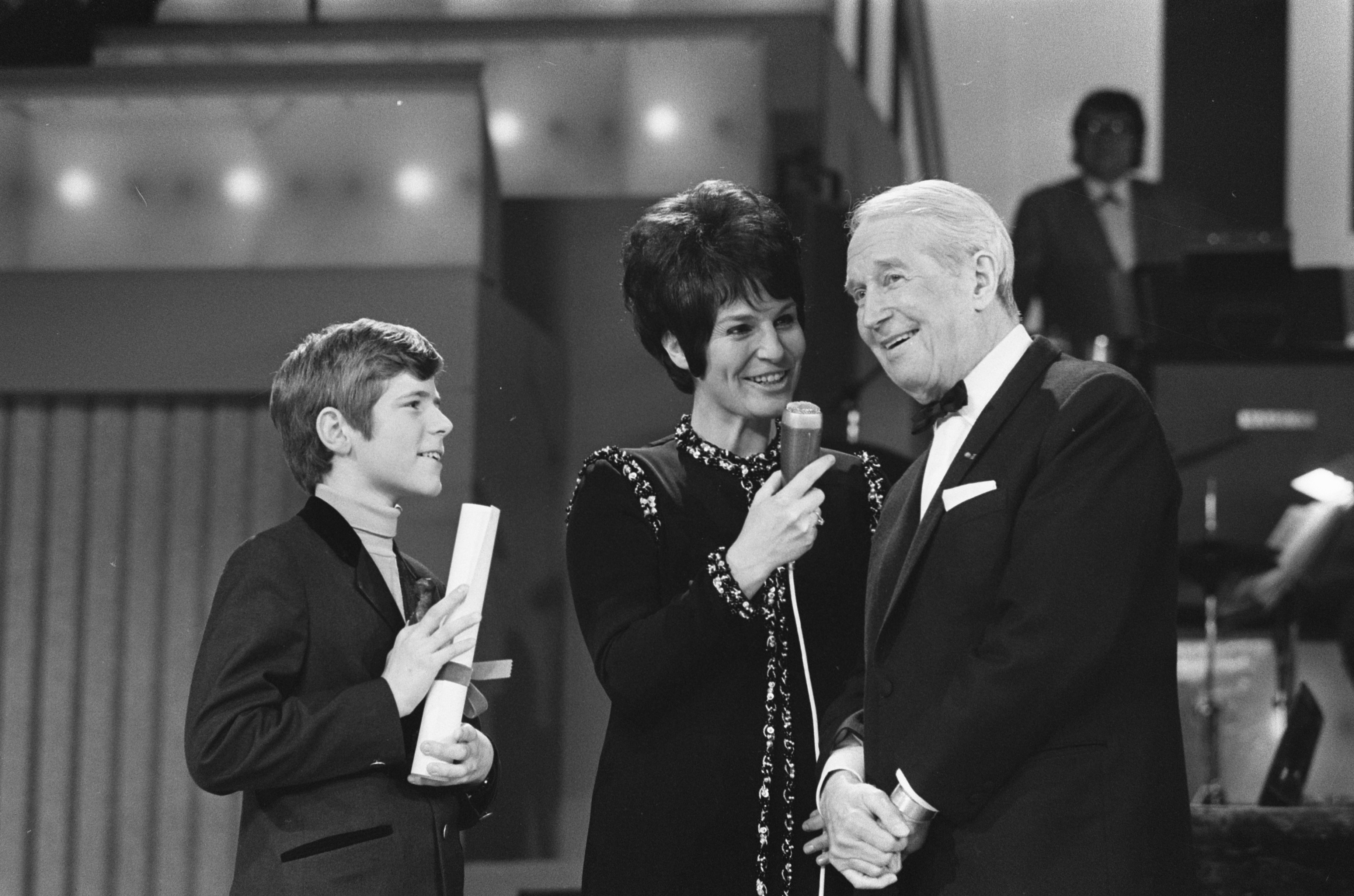
Maurice Chevalier au Grand Gala du Disque Populaire, le 27 février 1970 en musique.

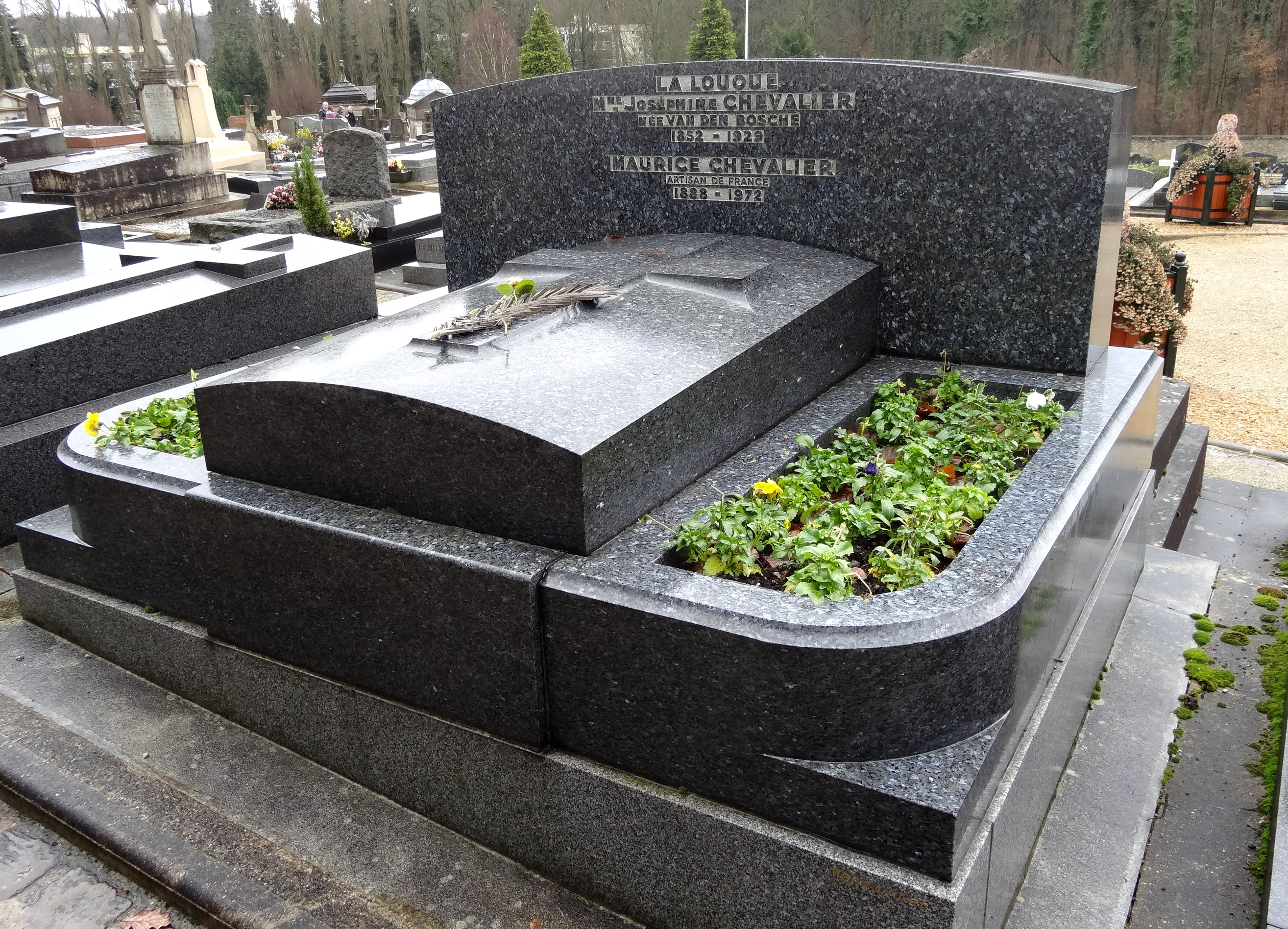
Maurice Chevalier est enterré à Marnes-la-Coquette auprès de sa mère. Sous son nom, l'inscription Artisan de France, tel qu'il aimait à se définir.

Abattu par le manque du public et l'ennui, dépressif, il tente de se suicider le 7 mars 1971 en avalant une grande quantité de barbituriques et en se tranchant les poignets. Il laisse un mot à son manager François Vals et à ses secrétaires, les Paquet : 

« Mes chers enfants, j'ai eu la plus belle carrière dont a pu rêver un gosse de Ménilmontant. Mais j'ai une fin de vie pitoyable. Je vous demande pardon. Vous êtes tous sur mon testament. Nous nous reverrons un jour là-haut. Je vous embrasse, Maurice. »

 Il est sauvé, quitte l'hôpital encore plus affaibli, mais les barbituriques ingérés ont sensiblement endommagé ses organes vitaux. Le 13 décembre 1971, il est ré-hospitalisé à l'hôpital Necker pour un blocage des reins. Ses dernières paroles sont destinées à son ami, le père Ambroise-Marie Carré : « Notre amitié… ça a été une chose fantastique ». Il meurt après un dernier sourire le 1er janvier 1972 à 19 h 20, à l'âge de 83 ans. Plus tard, le père Carré dira de ce sourire qu'il n'en vit jamais de plus merveilleux.
Aussitôt, des hommages affluent du monde entier et la presse internationale se fait l'écho de la disparition de celui que Le Parisien surnomme « Le Roi du music-hall ». Le président Georges Pompidou salue la mémoire d'une « image de la France » dans laquelle « les Français se reconnaissaient volontiers ». Le 5 janvier, une foule d'anonymes et de personnalités (dont Grace de Monaco, Louis de Funès, Michel Simon ou Georges Carpentier) se réunit à l'église de Marnes-la-Coquette où ses obsèques sont célébrées. Maurice Chevalier est inhumé au « cimetière nouveau » de la ville, aux côtés de sa mère, et non loin d'Albert Willemetz, à qui il devait beaucoup de ses grands succès.
Les dix tomes de ses mémoires sont réédités la même année dans une même collection.
Sa dernière compagne, Odette Meslier, continua à vivre dans une partie de cette maison bourgeoise de Marnes-la-Coquette acquise en 1952 et qui avait appartenu à Richard Wallace (une fontaine publique de la série dont il avait doté Paris ornait le parc), et à qui il donna, comme à sa villa cannoise, le surnom de sa mère, Joséphine Chevalier — auprès de qui il voulut être inhumé — et elle conserva pendant 42 ans la demeure et son contenu dans l'état, tout en la laissant visiter ponctuellement à de rares admirateurs.
Les meubles et effets personnels du chanteur (dont des canotiers, des cannes, deux pianos d'étude, des photos dédicacées de Marilyn Monroe, Marlene Dietrich ou encore Walt Disney, etc.) ou sa voiture ont été dispersés lors d’une vente aux enchères publiques le 9 décembre 2013 à Drouot.

## Postérité

### Hommages
Au début de l'année 1972, quelques jours après sa mort, Guy Lux anime une émission télévisée consacrée à Maurice Chevalier. Plusieurs invités rendent hommage au fantaisiste (dont des amis comme Charles Trenet, Zizi Jeanmaire ou Charles Aznavour) ou bien encore Claude François, et Paul Anka, venu spécialement des États-Unis, interprète une version personnalisée de My Way, qu'il intitule His Way. Quelques années plus tard, en 1981, Sammy Davis, Jr. interprète au Lido un tour de chant hommage à Maurice Chevalier (avec Mireille Mathieu et Charles Aznavour), son ami, qu'il qualifia dans une interview de GREATEST (le plus grand). La même année, une place Maurice-Chevalier est inaugurée à Paris dans le quartier de Ménilmontant qu'il avait chanté et qui l'avait vu naître.
En 1988, le centième anniversaire de sa naissance est l'occasion d'une exposition au théâtre des Champs-Élysées où Maurice Chevalier avait fait ses adieux à la scène. Une soirée de gala intitulée Maurice de Paris, cinq fois 20 ans est organisée sous la présidence de Zizi Jeanmaire. Plusieurs artistes y participèrent : Andrex, Guy Béart, Henri Betti, Jean-Jacques Bricaire, Jacqueline Cartier, François Chalais, Philippe Clay, Annie Cordy, Jacques Crépineau, Jacqueline Danno, Pierre Delanoë, Sophie Desmarets, Jack Diéval, Paul Guth, André Hornez, Charles Kiffer, Michel Legrand, André Levasseur, Charles Level, Odette Meslier, Marcel Mouloudji, Roland Petit, Roger Peyrefitte, Popeck, Jean-Michel Rouzière, Henri Spade, François Valéry, François Vals. Il y a également un numéro de l’émission La Chance aux chansons diffusée sur TF1 qui lui a été consacrée où l’animateur Pascal Sevran est accompagné de Henri Betti qui fut son pianiste et compositeur de 1940 à 1945.
En France, il existe plusieurs rues portant le nom de Maurice Chevalier, comme dans le quartier de La Bocca à Cannes, à Goussainville ou Niort, mais la plus célèbre se trouve à Marnes-la-Coquette, là même où l'artiste avait acheté en 1952 l'ancienne maison du philanthrope britannique Sir Richard Wallace. L'école communale porte également son nom.
Un timbre est édité à son effigie en 1990.
Dans l'Edition, le journal de l'émission de Les Nuls, Alain Chabat y incarne un présentateur nommé Maurice Chevalier.
Dans le dessin animé La Belle et la Bête (1991), « Lumière », le candélabre, est un hommage à Maurice Chevalier, en particulier lorsqu'il interprète la chanson C'est la fête.
Il fait partie des très rares artistes français à avoir été honorés par une étoile au Hollywood Walk of Fame à Los Angeles.
Le documentaire Rendez-vous avec Maurice Chevalier de Cyril Leuthy (France, 2021, 54 min) lui rend un vibrant hommage en retraçant sa vie et sa carrière exceptionnelles.
Maurice Chevalier est également un personnage du roman Allons réveiller le soleil de l'écrivain brésilien José Mauro de Vasconcelos, qui fait suite à Mon bel oranger. Maurice Chevalier y représente un père idéal pour Zezé, qu'il vient voir dans sa chambre le soir et avec qui il s'entretient, Zezé lui confiant ses soucis et ses peurs.

## Carrière

### Discographie

#### Grands succès
En près de 70 ans de carrière, Maurice Chevalier enregistra un grand nombre de chansons, dont certaines (parfois issues de films, de revues ou d'opérettes) sont restées dans la mémoire collective : Prosper (Yop la boum) (1935), Paris sera toujours Paris, La Chanson du maçon, Dans la vie faut pas s'en faire, Ça sent si bon la France, Ma pomme, Valentine ou encore Ah ! si vous connaissiez ma poule. D'autres, à l'image de Ça fait d'excellents Français (caricature de la vie politique populaire sous la IIIe République) ou Fleur de Paris (métaphore de l'espoir des Français à la Libération) furent de grands succès caractéristiques de leur époque. En outre, il fut le premier à interpréter le classique de Charles Trenet, Y'a d'la joie, et sortit de sa retraite en 1970 pour enregistrer, à 81 ans, une chanson du film Les Aristochats.

### Radio
- 1949 : This Is Paris, diffusé aux États-Unis par la RTF.

### Revues et opérettes
- 1904 : Satyre… Bouchonne au Parisiana.
- 1909 : La Revue des Folies Bergère.
- 1910 : Halley ! Halley Aux Ambass ! aux Ambassadeurs.
- 1910 : La Revue des Folies Bergère.
- 1911 : Ah ! Les beaux nichan à l'Alcazar d'été.
- 1911 : La Revue des Folies Bergère.
- 1912 : Midi à 14 heures à la Cigale.
- 1917 : La Grande revue aux Folies Bergère.
- 1917 : Fémina-revue au théâtre Femina.
- 1917 : La Nouvelle revue de Marigny au théâtre Marigny.
- 1917 : Gobette of Paris au théâtre Femina.
- 1918 : Laisse-les tomber au Casino de Paris
- 1918 : Pa-ri-ki-ri au Casino de Paris.
- 1919 : Hullo, America! au Palace Theatre.
- 1919 : La Grande revue du Palace renommée Hullo Paris ! au Palace-Théâtre.
- 1919 : La Revue très chichiteuse au Concert Mayol.
- 1919 : Pa-ri-ki-danse au Casino de Paris.
- 1920 : Cach' ton piano ! au théâtre Marigny.
- 1920 : On peut monter ! au théâtre de la Gaîté-Rochechouart.
- 1921 : Avec le sourire au Casino de Paris.
- 1921 : Dans un fauteuil au Casino de Paris.
- 1921 : Dédé au théâtre des Bouffes-Parisiens : Robert Dauvergne.
- 1923 : Là-haut au théâtre des Bouffes-Parisiens : Evariste Chanterelle.
- 1924 : Vive la femme au Palace
- 1925 : Paris en fleurs au Casino de Paris.
- 1926 : Paris au Casino de Paris.
- 1927 : Les ailes de Paris au Casino de Paris.
- 1927 : White Birds au His Majesty's Theatre.
- 1935 : Parade du monde au Casino de Paris.
- 1937 : Paris en joie au Casino de Paris.
- 1938 : Amours de Paris au Casino de Paris.
- 1939 : Paris-London au Casino de Paris.
- 1942 : Pour toi, Paris au Casino de Paris.
- 1952 : Plein-feu au théâtre de l'Empire.

### Incursion dans le monde des affaires
Le 29 décembre 1924, il s'associe avec le chanteur Milton, de son vrai nom Georges Michaud, dans l'exploitation d'un garage dit « garage de l'Hippodrome » sis 14 et 16 rue Caulaincourt à Paris en rachetant les parts de son associé pour former une société en nom collectif intitulée « Michaud et Chevalier ». Les activités principales du garage de l'Hippodrome comprenaient l'accueil de véhicules en stationnement ainsi que la vente et l'achat de voitures et d'accessoires automobiles.
Après des pertes estimées à un million de francs et n'ayant pas le temps de se consacrer à l'exploitation du commerce de manière optimale, Milton et lui cèdent le fonds de commerce par acte reçu les 28 et 29 octobre 1929 par maître Blanchet et maître Robineau, notaires à Paris, à Georges Nicloux, garagiste, et Georges Harang, chef de contentieux, pour la somme de 850 000 francs,.
Après un premier versement de 300 000 francs, les nouveaux acquéreurs refusent de payer le reliquat de 550 000 francs, invoquant la crise économique et insinuant qu'il y a eu mensonge sur la capacité d'accueil de véhicules du garage. Maurice Chevalier et Milton saisissent la justice qui ordonne la poursuite de la vente, tandis que Georges Nicloux et Georges Harang en requièrent l'annulation, saisissent le tribunal de commerce de Paris mais sont déboutés aussi bien en première instance qu'en appel,,. Maurice Chevalier et Milton obtiennent que le garage soit vendu aux enchères, mais les acheteurs intentent une nouvelle action en justice afin de profiter du vote de la récente loi du 29 juin 1935 relative au règlement du prix de vente des fonds de commerce. Ses dispositions pourraient leur octroyer la possibilité d'obtenir un délai et une réduction du prix d'achat, ce qui leur est accordé par le tribunal. Maurice Chevalier et Georges Milton font appel de cette décision et obtiennent à nouveau gain de cause. L'affaire se clôt par un jugement du 17 décembre 1936 du tribunal civil qui ordonne la continuation des poursuites et la vente du fonds, près de sept ans après la vente. Sitôt devenus propriétaires, Georges Nicloux et Georges Harang revendent le garage, et ce dès le mois de mai 1937.

## Œuvres

### Livres
En 1943, Maurice Chevalier entreprend de rédiger ses mémoires pour s'occuper l'esprit. Le premier tome est néanmoins publié en 1946 et, devant le succès, il rédige jusqu'à 1969 dix volumes d'une série intitulée Ma route et mes chansons.

#### Ma route et mes chansons
- Volume 1 : La Louque, René Julliard, 1946, 275 pages.
- Volume 2 : Londres, Hollywood, Paris, René Julliard, 1947, 242 pages.
- Volume 3 : Les Tempes grises, René Julliard, 1948, 239 pages[486].
- Volume 4 : Par ci, par là, René Julliard, 1950, 211 pages.
- Volume 5 : Y'a tant d'amour, René Julliard, 1952, 222 pages.
- Volume 6 : Noces d'or, René Julliard, 1954, 279 pages.
- Volume 7 : Artisan de France, René Julliard, 1957, 220 pages.
- Volume 8 : Soixante-quinze berges, René Julliard, 1963, 285 pages.
- Volume 9 : Quatre-vingt berges, René Julliard, 1968, 279 pages.
- Volume 10 : Môme à cheveux blancs, Presses de la Cité, 1969, 279 pages.
- Volume 11 : On est comme on naît, volume inachevé jamais publié mais dont le brouillon fut mis en vente lors de la vente aux enchères des effets personnels de Maurice Chevalier en 2013[487].

#### Autres
: document utilisé comme source pour la rédaction de cet article.
- Ma route et mes chansons, petite édition illustrée, 1900-1950, Paris, Julliard, 1950, 254 pages.
- Bravo Maurice, Paris, Presses Pocket, 1968, 313 pages.
- Les Pensées de Momo, Paris, Presses de la Cité, 1970, 200 pages.
- Ma route et mes chansons, Flammarion, 1998, 895 pages. Ce livre rassemble les quatre premiers tomes des mémoires de l'artiste et comporte une préface de Charles Aznavour.
- Dans la vie faut pas s'en faire, Paris, Omnibus, 2012, 975 pages.  Cet ouvrage publié en 2012 reprend l'essentiel des dix volumes de Ma route et mes chansons[485]

#### Publications étrangères
- (en) The Man in the Straw Hat : My Story, New York, Thomas Crowell, 1949, 245 pages.
- (en) With Love, Londres, Cassell, 1960, 337 pages.
- (en) I Remember It Well, New York, W. H. Allen, 1971, 315 pages.
- (en) My Paris, New York, Macmillan, 1972, 153 pages. Livre posthume illustré par Robert Doisneau.

### Préfaces et avant-propos
- Luc-Cyl, Le beau chanteur du Boris's Bar, Paris, Jean Fort, 1926.
- Charles-D. Boulogne, Mes amis les sens, Paris, Éditions du vieux colombier, 1950.
- Raymond Asso, Récréation, Paris, Nouvelles Éditions Méridian, 1952.
- Paul Derval, Folies-Bergère, souvenirs de leur directeur, Paris, Éditions de Paris, 1954.
- Lillian Roth, Une femme en enfer, Paris, Albin Michel, 1956.
- René Maltête, Paris des rues et des chansons, Paris, Éditions du Pont Royal, 1960.
- Georges Peeters, Pleins feux sur les rings, Paris, La Table Ronde, 1970.
- Ginette Spanier (en), And Now It's Sables, Londres, Robert Hale and Company, 1970.
- Jean Richard, Envoyez les lions ! Ou le métier de dompteur, Paris, Fernand Nathan, 1971.

### Articles
- « Histoire de ma vie », La Rampe, no 266, 24 septembre 1921, p. 24.
- « Comment j'ai fait du cinéma », Pour vous, no 161, 17 décembre 1931, p. 12-14.
- « Comment je suis venu au cinéma », Pour vous, no 162, 24 décembre 1931, p. 11.
- « Comment j'ai débuté au cinéma », Pour vous, no 162, 31 décembre 1931, p. 6.
- « Allô !... Allô !... de Paris, Londres, Hollywood... Maurice Chevalier vous parle... », série d'articles autobiographiques pour Excelsior, du 24 mars au 10 avril 1936.

### Chroniques
- Les Propos de Maurice Chevalier pour Paris-Soir, du 7 mars 1938 au 16 mai 1940.

### Traduction
- Billy Rose, Champagne, danseuses et stylographe, Sélection du Reader's Digest, juillet 1949, version condensée du livre Wine, Women and Words[488].

### Chansons et sketchs
Maurice Chevalier a officiellement participé à l'écriture d'une chanson pour la première fois en 1925 avec Bouboule et moi qu'il enregistre en duo avec Georges Milton dont il co-écrit la musique.
En 1941, il explique qu'il a presque toujours eu l'habitude de collaborer à l'élaboration des chansons écrites à son intention, en proposant des idées à ses auteurs favoris ou en discutant celles que ceux-ci lui soumettaient. Mais ce n'est qu'à partir de cette même année qu'il commence à véritablement écrire ou co-écrire ses propres textes et dans de rares cas la musique également. Cela est dû à l'Occupation et à la séparation de la France en deux zones, qui l'empêche de s'attacher les services de ses auteurs éparpillés dans les deux zones. À l'origine, il n'a recours à l'écriture que par besoin de renouveler son répertoire pour une tournée prochaine en zone libre, mais écrire des chansons finit par faire partie de ses activités principales jusqu'aux années 1950, après quoi son rythme d'écriture diminue fortement.
Maurice Chevalier est également l'auteur de quelques sketchs.

## Engagements

### Co-fondation du dispensaire du spectacle ou dispensaire «Maurice Chevalier »
À partir du mois d'octobre de l'année 1929, la presse se fait l'écho du projet que partage Maurice Chevalier avec l'artiste Blon D'hin : la fondation d'un dispensaire à destination des « artistes, auteurs, compositeurs, musiciens et personnel du spectacle faisant partie [...] d'un groupement affilié à la Fédération des associations du spectacle » peu fortunés,,. Le projet est porté par Blon d'Hin et financé en grande partie par le mécénat de Maurice Chevalier. Il est ainsi nommé président d'honneur de la Fédération des Mutuelles du spectacle créée et présidée par Blon D'hin, organisme de gestion du futur dispensaire, en novembre 1929,.
L'inauguration de l'établissement, nommé en hommage à son principal mécène, a lieu le 22 mars 1930. Il ouvre ses portes aux malades deux jours plus tard. Il est situé au 65 rue Réaumur à Paris. Dès sa première année d'activité, son bienfaiteur mobilise sa fortune personnelle ainsi que son propre réseau afin de financer le dispensaire. Il fait par exemple don de la somme de 25 000 francs au début de l'année 1930 ou encore obtient plusieurs chèques du personnel des studios Paramount qui l'emploient,. Au total, sur sa première année d'activité, le dispensaire a reçu de la part de Maurice Chevalier un total de 475 000 francs de dons : 275 000 pris sur sa fortune personnelle et 200 000 obtenus par ses démarches. L'établissement a en outre accueilli en 9 mois d'activité un millier de malades et distribué l'équivalent de 50 000 francs de médicaments, chiffres perçus comme positifs.
Tout au long des années 1930 et au moins jusqu'aux années 1940, Maurice Chevalier participe à plusieurs galas au bénéfice du dispensaire,,,.
Le dispensaire est racheté en 1947 par la Fédération nationale du spectacle.

## Distinctions

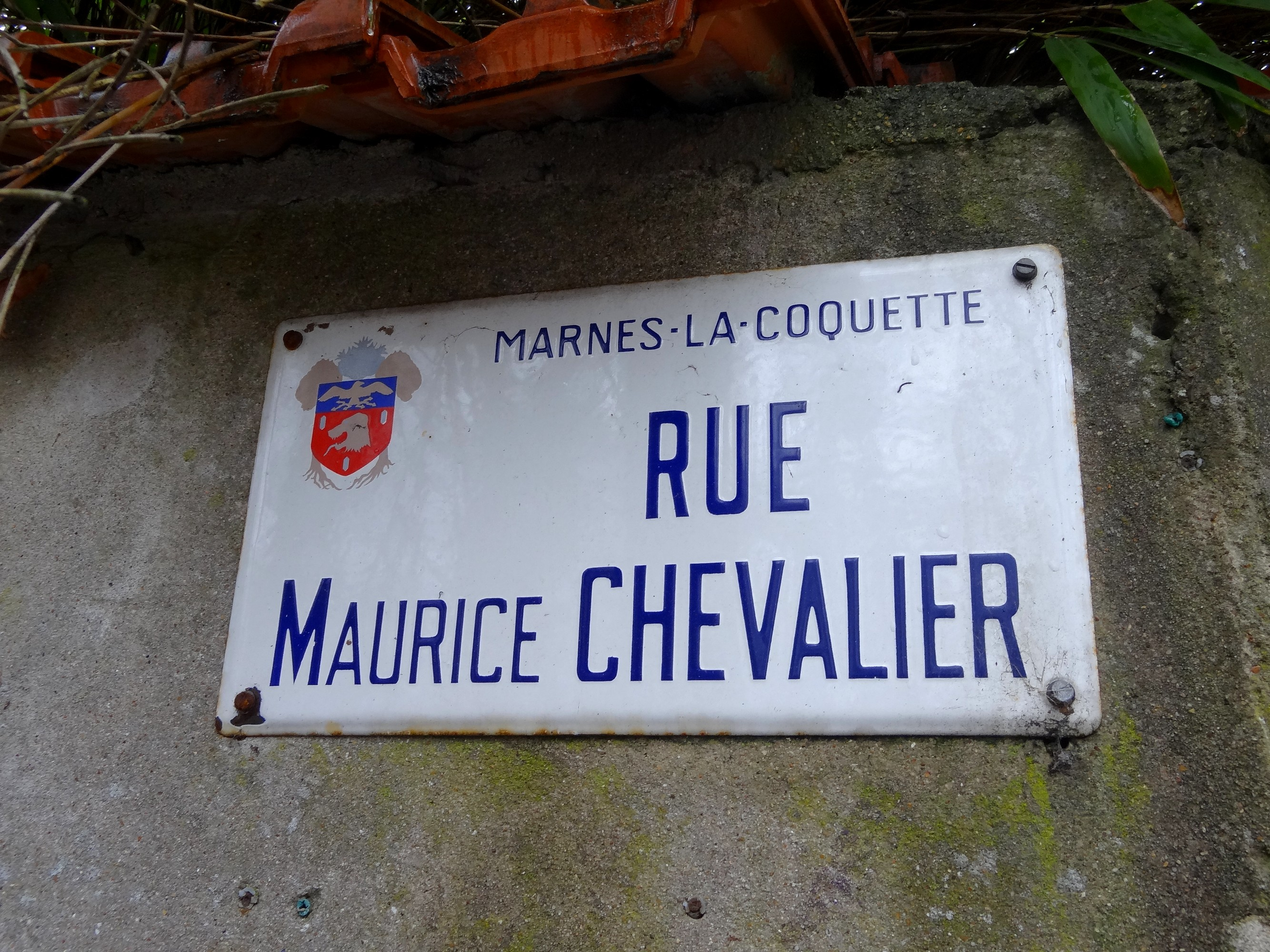
La rue Maurice Chevalier à Marnes-la-Coquette où vécut l'artiste pendant de longues années.

### Récompenses
- Festival de Locarno 1947 : Premier prix d'interprétation masculine pour Le Silence est d'or
- 1948 : Clé de la ville de New York
- 1957 : George Eastman Award
- Oscars 1959 : Oscar d'honneur pour ses contributions au monde du divertissement pendant plus d'un demi-siècle
- Golden Globes 1959 : Cecil B. DeMille Award d'honneur

- Walk of Fame de Hollywood 1960 : Étoile d'honneur au 1651 Vine Street
- 1967 : Clé de la ville de Kansas City
- Tony Awards 1968 : Tony Award spécial
- 1969 : Super Trophée MIDEM
- 2002 : Disney Legend Award (à titre posthume)

### Nominations
Oscars
- 1931 : Oscar du meilleur acteur pour La Grande Mare et Parade d'amour[508].

Golden Globes
- 1958 : Golden Globe du meilleur acteur dans un film musical ou une comédie pour Ariane.
- 1959 : Golden Globe du meilleur acteur dans un film musical ou une comédie pour Gigi.
- 1962 : Golden Globe du meilleur acteur dans un film dramatique pour Fanny.

Laurel Awards
- 1959 : Golden Laurel de la meilleure performance dans un film musical pour Gigi.
- 1960 : Golden Laurel de la meilleure performance dans un film musical pour Can-Can.
- 1963 : Golden Laurel de la meilleure performance dans un film musical pour Les enfants du capitaine Grant.

Grammy Awards
- 1971 : Grammy Award de la meilleure chanson pour enfants pour Les Aristochats.

### Décorations
- Officier de la Légion d'honneur (1969) ; chevalier (décret du 1er octobre 1938)[509]
- Officier de l'ordre national du Mérite (1964)
- Croix de guerre 1914-1918 (1917)
- Chevalier de l'ordre de Léopold[487]
- : Officier de l'ordre du Nichan Iftikhar[487]